# 아소카의 칙령

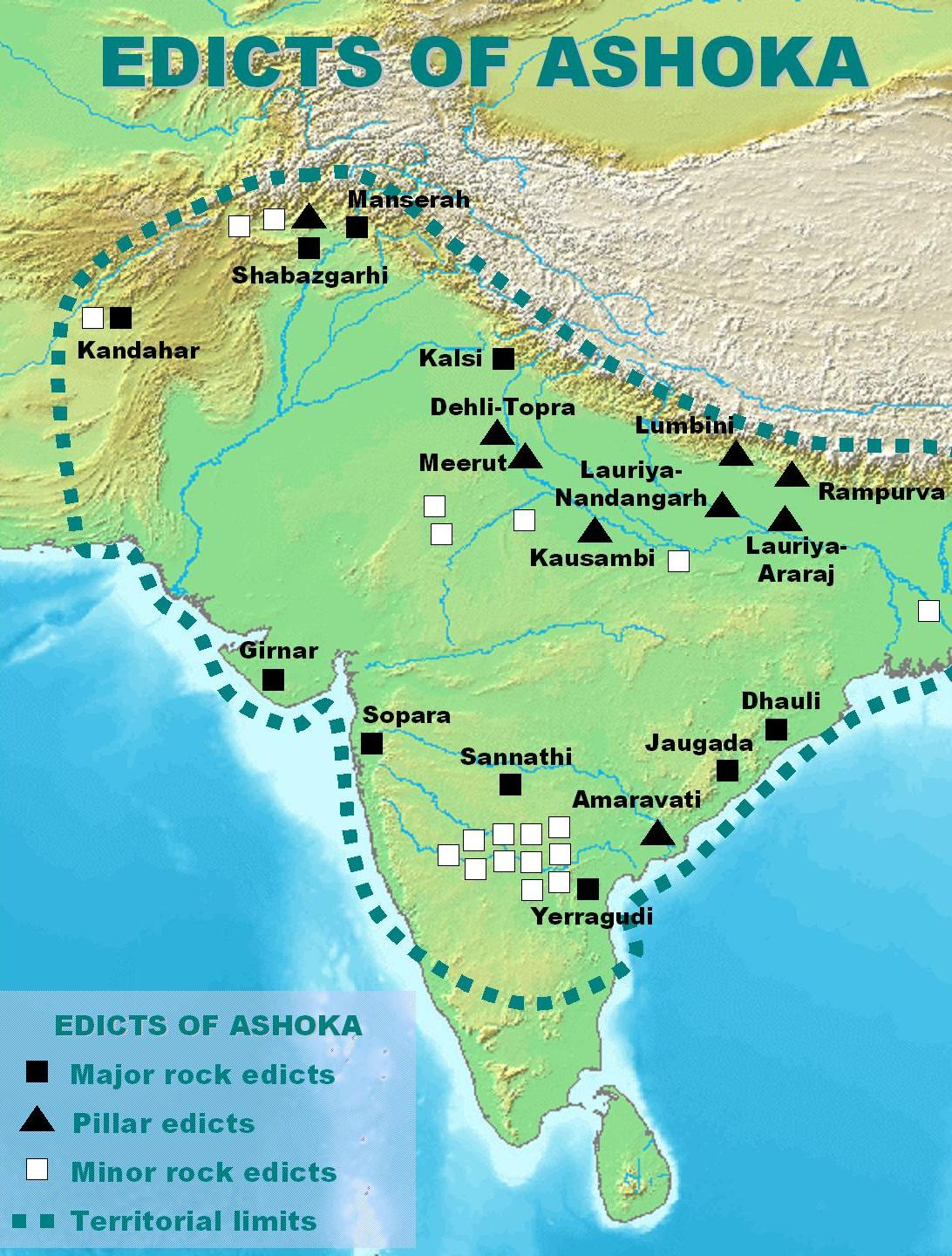
아소카의 칙령(269-231 BC)의 분포

아소카의 칙령(Edicts of Ashoka)은 마우리아 황제 아소카가 자신의 재위 기간 중인 기원전 269년부터 231년 사이에 세운 것으로 추정되는 기둥 · 바위 · 동굴의 벽에 새겨진 33개의 비문에 담긴 칙령들을 아울러 부르는 말이다.
아소카 왕 자신은 자신의 칙령을 가리켜 담마 리피(Dhaṃma Lipi, 프라크리트어로써 브라흐미 문자로는 𑀥𑀁𑀫𑀮𑀺𑀧𑀺로 표기되며, '그 법의 글들'이라는 뜻이다)라는 말을 사용했다. 이러한 비문은 근대의 방글라데시 · 인도 · 네팔 · 아프가니스탄 · 파키스탄 등지에 흩어져 불교에 대한 최초의 실증적 증거를 제공하고 있다. 칙령들은 복잡한 사회가 직면하고 있는 몇몇 문제들을 해결하기 위한 진지한 시도인, 다마(dhamma)에 대한 아소카(Ashoka)의 견해를 상세히 기술하고 있다.
아소카의 칙령에는 인도의 역사에서 가장 강력했던 왕들 가운데 한 명이었던 아소카 대왕의 후원 아래 불교가 최초로 세계 종교로써 각지로 널리 퍼지게 되었음이 상세히 기술되어 있다. 아소카의 칙령은 당시 인도의 복잡한 사회가 직면해 있던 여러 가지 문제를 해결하기 위한 진지한 시도이기도 했던 '담마'에 대한 아소카 자신의 정책을 자세히 설명하고 소개한다.
아소카의 칙령에 따르면, 이 시기 '담마'에 대한 전파는 인도를 넘어 중앙 아시아, 나아가 지중해 지역의 그리스인들에게까지 이르렀다고 한다. 비문에는 아소카 대왕의 불교 개종이 언급되어 있지만, 그가 홍보한 '담마'는 불교의 교리에만 국한되지 않는 에큐메니칼적이고 비종파적인 성격을 지니고 있는 것으로 평가된다. 이는 역사가 로밀라 타파르(Romila Thapar)가 언급한 바와 같다.:
In his edicts Aśoka defines the main principles of dhamma as non-violence, tolerance of all sects and opinions, obedience to parents, respect to brahmins and other religious teachers and priests, liberality toward friends, humane treatment of servants and generosity towards all. It suggests a general ethic of behaviour to which no religious or social group could object. It also could act as a focus of loyalty to weld together the diverse strands that made up the empire. Interestingly, the Greek versions of these edicts translate dhamma as eusebeia (piety) and no mention is made anywhere of the teachings of the Buddha, as would be expected if Aśoka had been propagating Buddhism.’
아소카는 자신의 칙령에서 '담마'의 주요 원칙을 비폭력, 모든 종파와 의견에 대한 관용, 부모에 대한 복종, 브라만 및 기타 종교적 교사와 사제에 대한 존경, 친구에 대한 관용, 하인에 대한 인도적 대우, 모든 사람에 대한 관대함으로 정의한다. 이는 어떤 종교나 사회 집단도 반대할 수 없는 일반적인 행동 윤리를 제안하고 있다. 또한 제국을 구성하는 다양한 흐름들을 결합하기 위한 충성심의 초점으로 작용할 수도 있었다. 흥미롭게도 이 칙령의 그리스어 버전은 '담마'를 '유세베이아'(eusebeia, 경건함)로 번역하며, 아소카가 불교를 전파했을 때 예상했던 것과 같은 붓다의 가르침에 대한 언급은 어디에도 없다.
이 비문들은 힌두교에서처럼 다르마(법)라고 불리는 불교 철학을 고수하는 아소카의 모습, 그의 왕국 전역에 걸쳐 불교의 다르마(법)를 발전시키기 위한 그의 노력을 보여준다. 불교 뿐만 아니라 고타마 붓다(석가모니)도 언급되고는 있지만, 칙령들은 구체적인 종교적 관행이나 불교의 철학적 차원보다는 사회적, 도덕적 규범에 초점을 맞추고 있다. 이것들은 공공장소에 위치해 있었고 사람들이 읽을 수 있도록 만들어졌다. 이 비문에서 아소카는 자신을 데바남피야(Devanampiya) 즉 '신들의 사랑을 받는 시종'이라고 부르고 있다(데바남비야가 아소카 왕의 자칭이라는 것은 1915년 영국의 금광 기술자 C. Beadon에 의해 마스키에서 발견된 비문으로 확인되었다). 마드야 프라데시 다티아 지구의 구자라 마을에서 발견된 또 다른 작은 바위 칙령에서도 아소카라는 제목과 함께 '데바남피야 피야다시 아쇼카라자'(Devanampiya Piyadasi Asokaraja)라는 이름을 사용했다.
인도의 중부와 동부 지역에서 발견된 비문들은 브라흐미 문자를 사용한 마가다 프라크리트어로 쓰여졌으며, 북서쪽에서는 카로슈티 문자, 그리스어, 아람어 문자를 사용한 프라크리트가 사용되었다. 이 아소카의 칙령들은 영국의 고고학자이자 역사가인 제임스 프린스프(James Prinsep)에 의해 해독되었다.
이 비문은 몇 가지 공통된 주제를 다루고 있다. 아소카의 불교로의 개종, 불교를 전파하기 위한 노력, 도덕적 혹은 종교적 교훈, 그리고 사회와 동물 복지 프로그램 등이다. 그 칙령들은 아소카의 행정과 다른 종교에 대한 사람들의 행동에 대한 그의 생각을 보여준다.

## 해독

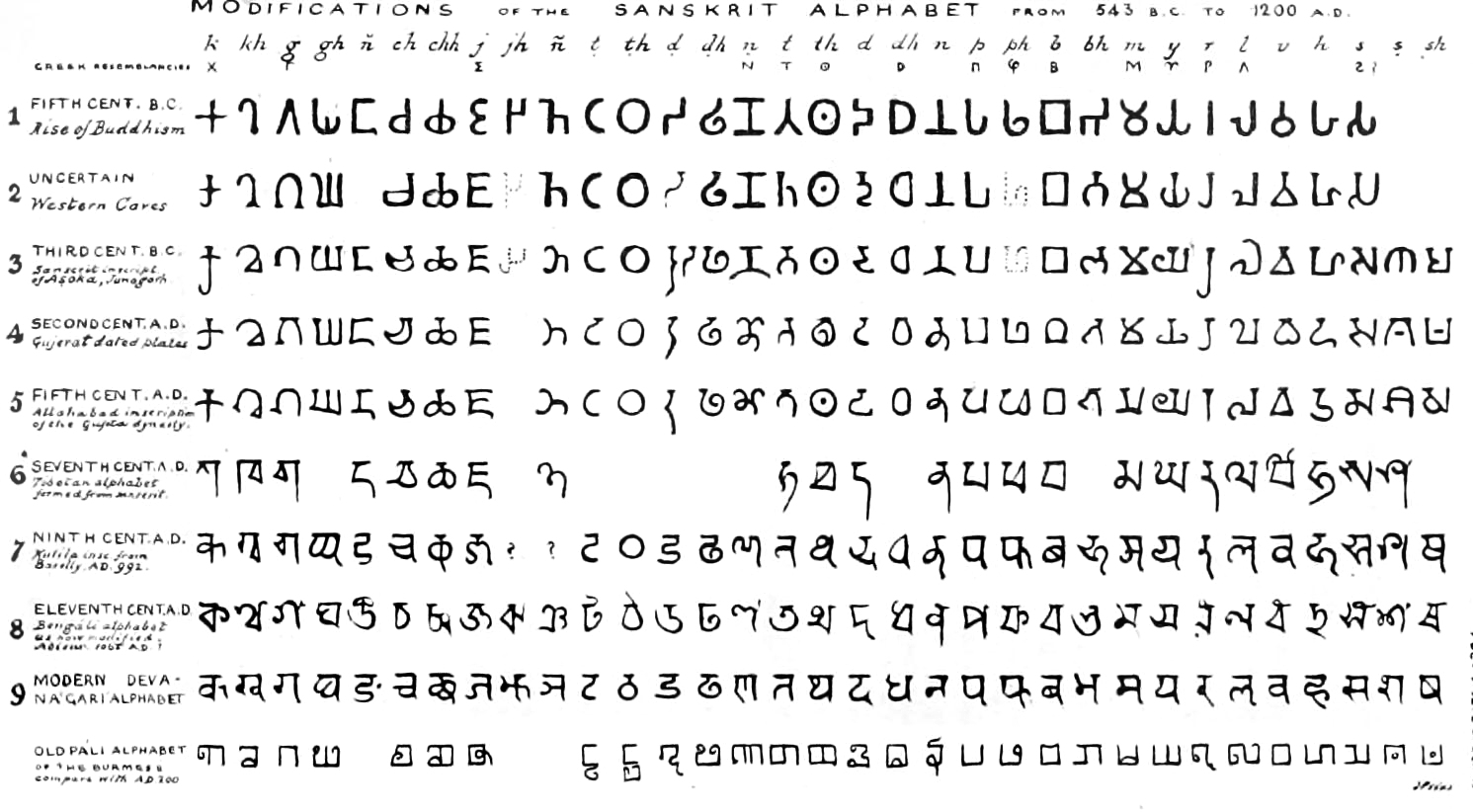
1838년 3월 벵골의 아시아학회지에 발표된 제임스 프린스프의 논문에 따르면 브라흐미 대본의 자음, 그리고 그 자음들이 현대 데바나가리 문자로까지 진화했다고 한다. 본 항목에서 제시된 사진에는 모든 글자가 정확하게 해독되어 있으나 단 𑀰(ś) 그리고 𑀱(ṣ) 두 글자가 빠져 있다.

그리스어와 아람어(20세기에야 발견된 것)로 된 몇 개의 비문 외에도, 아쇼카의 칙령들은 대부분 브라흐미 문자로, 때로는 북서쪽의 하로시 문자로 쓰여져 있었는데, 이 두 개의 인도 문자는 모두 CE 5세기경 멸종되었으며, 19세기에 그 칙령들이 발견되고 조사되었을 때까지도 알려지지 않았다.
고대 브라흐미 문자를 해독하기 위한 최초의 성공적인 시도는 1836년 노르웨이 학자 크리스티안 라센(Christian Lassen)에 의해 이루어졌는데, 그는 인도-그리스 왕국의 왕 아가토클레스의 그리스-브라흐미 동전을 사용하여 몇 개의 브라미 문자를 정확하고 안전하게 식별하였다. 그 후 고고학자이자 언어학자로 동인도 회사의 관리였던 제임스 프린스프(James Princep)에 의해 해독이 완성되었는데, 그는 커닝햄 소령의 도움으로 나머지 브라흐미 문자들을 식별할 수 있었다. 1838년 3월에 그가 출판한 일련의 결과에서 프린셉은 인도 주변에서 발견된 수많은 암석 교서에 적힌 비문을 번역하고 제공할 수 있었고, 리처드 살로몬에 의하면 완전한 브라흐미 알파벳을 제공했다는 평을 받았다. 브라흐미 대본의 칙령들은 '데바남프리야 피야다시'를 언급하고 있었는데, 비문을 해독했던 프린세프는 처음에는 그를 스리랑카의 왕으로 추정했으나 그 후 조지 터너가 제공한 스리랑카의 팔리어 대본에 근거하여 그를 아쇼카 대왕으로 비정하게 되었다.
오른쪽에서 왼쪽으로 쓰여지고 아람어와 연관되어 있는 하로슈티 문자도, 인도-그리스 왕국과 인도-시티 왕국 왕들의 2개 국어의 그리스-카로슈티 동전을 사용하여 크리스찬 라센과 제임스 프린세프에 의해 해독되었다. "3년(1834-37)이라는 믿을 수 없을 정도로 짧은 시간 속에서, 카로슈티 대본과 브라흐미 대본의 미스터리(는 해독되지 않은), 그 효과는 수세기 동안 그 성격과 초기의 서문의 언어를 감춰왔던 망각의 두꺼운 껍질을 즉시 제거하는 데 있었다."

## 칙령
아쇼카의 칙령들은 그 크기의 대소와 매체(바위 또는 기둥)에 따라 네 개의 범주로 나뉘며 통상적으로 작은 비문은 큰 비문보다 시기가 앞서는 경향이 있는 반면, 바위 비문은 일반적으로 기둥 비문보다 이른 시기의 것으로 보인다.
- 작은 바위 담마 칙령 : 아소카 통치 초기에 쓰여진 칙령; 프라크리트어, 그리스어 그리고 아람어로 되어 있다.
- 작은 돌기둥 담마 칙령 : 종파 분립에 관한 칙령, 여왕의 칙령, 룸민데이(Rummindei) 칙령, 니갈리 사가(Nigali Sagar) 칙령; 프라크리트어로 되어 있다.
- 바위 담마 칙령 : 14개의 칙령(1호에서 14호까지 일련번호가 붙었다)과 별도로 두 개의 칙령이 오디샤에서 발견되었다.; 프라크리트어와 그리스어로 되어 있다.
- 돌기둥 담마 칙령 : 7개의 칙령으로 아소카 재위 말기에 작성되었으며, 프라트리트어로 되어 있다.

일반적 내용
작은 바위 담마 칙령(마스키와 구자라에서처럼 아소카의 이름이 직접 명명되는 경우도 있다)과 작은 돌기둥 담마 칙령의 내용은 매우 종교적이다. 그들은 석가모니 부처(그리고 심지어 나이갈리 사가르 비문과 같은 이전 시대의 불상), 상가(비구 교단), 불교, 불경(바하라트 칙령과 마찬가지로)을 광범위하게 언급하고 있다.
이와는 반대로 바위 담마 칙령과 돌기둥 담마 칙령의 작성 내용은 본질적으로 도덕적이고 정치적이며, 석가모니 부처 혹은 불교의 가르침에 대해서는 전혀 언급하지 않고, '다르마'라는 일반적인 개념 아래 질서 있고 적절한 행동 그리고 비폭력의 문제에 몰두하고 있으며, 또한 기원전 3세기 중반의 헬레니즘 지중해까지 국가 행정과 외국과의 긍정적 관계에 초점을 맞추고 있다.

### 작은 바위 담마 칙령
아쇼카 대왕의 작은 바위 담마 칙령(기원전 269년 - 233년)은 아쇼카의 칙령의 초기 부분을 형성하고 있는 암각문이다. 아쇼카의 바위 담마 칙령보다 시기상 앞선다.
연대기상으로, 때로는 작은 바위 담마 칙령으로 분류되는 최초의 아쇼카의 칙령은 칸다하르 이중언어 바위 담마 칙령으로, 그리스어와 아람어로 되어 있고, 아쇼카의 치세 10년(기원전 260년)에 그의 제국과 헬레니즘 제국의 국경에 해당하는 오늘날의 아프가니스탄에 위치한 도시 올드 칸다하르에 세워졌던 것이다.
아쇼카 대왕은 그 뒤 브라흐미 문자로 쓰여진 첫 번째 인도어 칙령을 내렸는데 비문의 본문은 다소 짧고, 비문을 새긴 기둥도 아소카 재위 26년 ~ 27년 사이에 세운 돌기둥 담마 칙령에 비해 매우 조악하다.
이러한 칙령의 내용은 위치에 따라 몇 가지 약간의 차이가 있지만, 일반적으로 공통적인 명칭이 사용되는데, 작은 바위 담마 칙령 1호(MRE1)과 작은 바위 담마 칙령 2호(MRE2)는 단독으로 나타나는 것이 아니라 항상 칙령 1호와 함께 나타나며, 다른 버전은 대부분의 번역에서 일반적으로 집약되고 있다. 작은 바위 담마 칙령 1호의 마스키본은 "데바넘프리야"라는 제목과 "아소카"라는 명칭의 연관성을 확인했다는 점에서 역사적으로 특히 중요하다. 작은 바위 담마 칙령 1호의 구자라본에서도 아쇼카의 이름은 그의 정식 명칭인 데바남피야 피야다시 아소카라자(Devanampiya Piyadasi Asokaraja)와 함께 사용되고 있다.

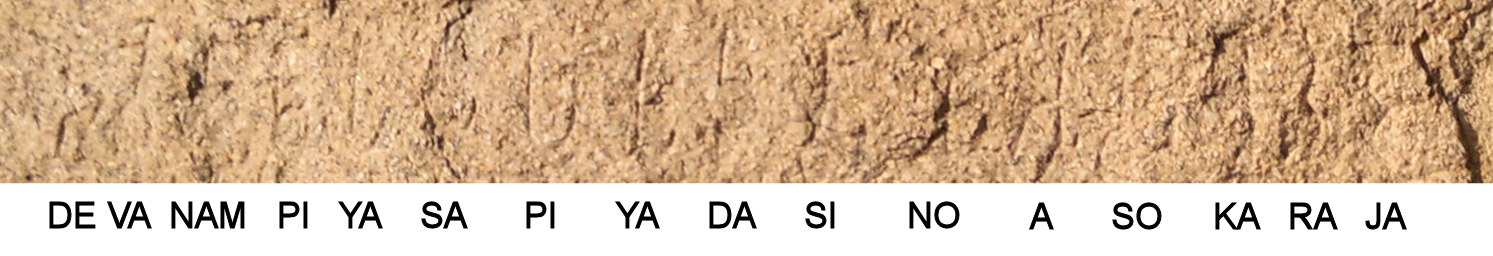
구자라본 작은 바위 담마 칙령 1호에 새겨져 있는 아쇼카 대왕의 정식 칭호.

또한 바이라트 사원 옆에서 발견된 독특한 내용의 작은 바위 담마 칙령 3호도 있는데, 승려들이 정기적으로 공부해야 할 불경 목록들을 제시하고 있다(오늘날 대부분 알려지지 않은 것이다).
일부 아람어로 된 아쇼카의 칙령 가운데 엄밀한 의미에서 칙령이라고 할 수는 없지만 비슷한 내용을 공유하는 경향이 있는 비문들도 "작은 바위 담마 칙령"군으로 분류되기도 한다. 바라바르 동굴에 남아 있는 아쇼카 대왕의 추모 비문도 작은 바위 담마 칙령으로 분류되기도 한다.
작은 바위 담마 칙령은 아쇼카 대왕이 다스렸던 제국령 전역에서 찾아볼 수 있는데, 인도의 힌두쿠시 근처의 변경 지역, 특히 남부의 새로 정복된 카르나타카와 남부 안드라 프라데시 지역에 많이 분포하고 있다.

### 작은 돌기둥 담마 칙령
아쇼카 대왕의 작은 돌기둥 담마 칙령은 아쇼카의 기둥에 새겨진 다섯 개의 짧은 담마 칙령을 가리킨다. 이 칙령들은 작은 바위 담마 칙령을 볼 때 연대상으로 앞서며 바위 담마 칙령과 함께 만들어졌을 가능성도 있다.
작은 돌기둥 담마 칙령은 그 비문의 제작 기법은 일반적으로 후기의 돌기둥 담마 칙령에 비해 매우 조악한데, 이들 칙령은 종종 사르나트에서 발견된 유명한 4사자 석주 머릿장식처럼 예술적으로 가장 정교한 아소카의 기둥 수도와 연관되어 있다(제작 기법이 다소 조악한 산치의 종파 관련 칙령을 다룬 비문의 사자 머릿장식은 사르나트의 것과 매우 닮아있으나 보존 상태가 좋지 못하다). 어윈에 따르면, 사르나스와 산치의 기둥에 새긴 칙령의 브라흐미 문자는 인도에 아직 석조 판화가 생소한 기술로 여겨졌던 시기에 그러한 경험이 거의 없는 인도인 기술자에 의해 제작된 것이고, 반면에 우월하고 세련된 기술로 제작된 사르나트 석주 자체는 아쇼카 대왕에 의해 고용된 아케메네스 왕조 페르시아의 기술자의 지도 아래 만들어진 것이라고 한다. 이것은 가장 정교한 형태의 기둥이 실제로는 아쇼카의 기둥 가운데 가장 초기에 제작된 것이었고 그 스타일이 짧은 기간에 걸쳐 퇴화되었음을 암시한다.
이 칙령들은 아마 아소카 재위(재위 기원전 268-232) 기간 중에서도 초기에 해당하는 재위 12년, 즉 기원전 256년 이후에 새겨진 것으로 추정된다.
작은 기둥 담마 칙령은 상가(비구 교단)의 반대에 대해 처벌하겠다는 경고인 종파 칙령, 여왕의 칙령, 룸민데이 칙령, 그리고 오늘날 네팔에 해당하는 지역에 아쇼카 대왕이 방문한 사실과 그의 불교적 깨달음의 내용을 기록한 니갈리 사가르 칙령이 있다. 아쇼카 대왕 재위 후반(19년 ~ 20년)에 세운 룸민데이와 나이갈리 사가르의 작은 기둥 담마 칙령은 새겨진 글자의 행간이 고르고 규칙성이 좋아서 고도의 비문 기법을 보여준다.

### 바위 담마 칙령
아쇼카의 바위 담마 칙령은 14개로 나뉜 아쇼카 왕의 주요 담마 칙령들을 가리키는데, 그 내용은 상당히 상세하고 광범위하다. 이 칙령들은 관개 시스템의 설계와 아쇼카 대왕의 평화로운 도덕적 행동에 대한 신념에 대한 설명 등 제국을 운영하는데 있어 실질적인 명령에 주목하고 있으며, 아쇼카 대왕의 삶에 대한 개인적인 세부 사항을 거의 포함하고 있지 않다. 이 칙령들은 작은 바위 담마 칙령보다 연대순으로 앞선다.
바위 담마 칙령에는 프라크리트어, 그리스어, 아람어가 사용되었다. 칙령들은 표준화되지 않고 오래된 프라크리트어로 구성되어 있다. 프라크리트 비문은 브라흐미 문자와 카로슈티 문자로도 쓰여져 있어 평민도 읽고 이해할 수 있었다. 파키스탄 지역에서 발견된 비문은 카로슈티 문자로 작성되어 있다. 이밖에 다른 칙령들은 그리스어나 아람어로 쓰여진다.
칸다하르의 그리스어 칙령(제13호와 14호 칙령을 포함하고 있다)은 그리스어로만 작성되었고, 원래는 1호부터 14호에 이르는 모든 칙령들을 포함하고 있었던 것으로 추정된다.
아쇼카의 바위 담마 칙령을 새긴 큰 바위들은, 그리스어로만 작성된 칸다하르본을 제외하고는 건물을 구성하는 석판 부재에 해당한다. 바위 담마 칙령은 전통적으로 마우리아 왕조의 중심 거점이었던 비하르 지역이 아닌 아쇼카 대왕에 의해 통치되던 지방 및 국경에 위치하고 있다.

### 돌기둥 담마 칙령
아쇼카의 돌기둥 담마 칙령은 아소카의 기둥에 새겨진 별도의 일곱 가지 주요 칙령들을 말하며, 작은 돌기둥 담마 칙령에 비해 상당히 상세하고 광범위한 내용을 지니고 있다.
이러한 칙령들은 작은 바위 담마 칙령과 바위 담마 칙령보다 연대순으로 선례하며, 아쇼카 대왕에 의해 작성된 비문 가운데 기술적으로 가장 우아한 작품들로써 그의 재위 말기인 26년과 27년, 즉 기원전 237-236년에 만들어졌다. 만성적으로 이들은 기원전 250년경 중앙아시아에서 셀레우코스 제국의 몰락과 파르티아 제국의 부상, 그리고 그레코-박트리아 왕국의 독립에 따른다. 헬레니즘 통치자들은 이 마지막 칙령에서 더 이상 언급되지 않는데, 그들이 바위 담마 칙령 제13호(좁은 범위에서는 바위 담마 칙령 제2호)에만 나타나며, 이 칙령들의 연대는 아소카 재위 14년인 기원전 256 ~ 255년경까지 비정할 수 있기 때문이다. 마지막 돌기둥 담마 칙령 제7호는 본디 고증적인 내용을 담고 있으며, 아쇼카 대왕의 생애 업적을 요약하고 있다.
아쇼카의 돌기둥 담마 칙령은 카우삼비(현재의 알라하바드 기둥), 토프라 칼란(Topra Kalan), 메루트(Meerut), 라우리야-아라즈(Lauriya-Araraj), 라우리아 난단가르바(Lauria Nandangarh), 람푸르바(Rampurva, 참파란)에 세워졌던 아쇼카의 기둥 혹은 그 파편에 새겨져 있었으며, 아람어로 되어 있었다(칸다하르, 칙령 제7호와 푸리 다루테흐,아프가니스탄의 제5호와 7호). 하지만 람푸르바나 바이살리의 것과 같은 몇몇 기둥에는 비문이 없는데, 적절한 지대석의 부족이나 특정한 스타일로 인해 일부 학자들로 하여금 사실 아쇼카 대왕 이전에 세워진 것이라는 주장이 제기되기도 했다.
돌기둥 담마 칙령은 오늘날 아프가니스탄에서 발견된 번역본 2개를 제외하면 모두 인도 중부에 위치한다.
아소카의 기둥은 양식적으로 중요한 불교 기념물과 가까운 곳에 위치해 있고, 아쇼카 대왕에 의해 기둥이 세워진 곳 가운데 하나인 부다가야도 2백여 년 전 석가모니 부처가 깨달음을 얻었다는 금강좌 사원이 위치한 곳이었다. 금강좌 사원의 조각 장식은 아소카의 기둥에서 발견된 무늬들을 분명하게 반영한다.
아쇼카 대왕 시대 말기까지의 기둥들은 산치나 사르나트 등 초기 것보다 더 엄숙하고 덜 단아한 경향이 있는 머릿장식을 가지고 있다. 이로 인해 일부 학자들은 아쇼카 대왕 치세의 예술적 수준이 그의 통치 말기에 이르면 전기보다 훨씬 떨어지는 경향이 있다고 주장하게 되었다.

## 칙령에 사용된 언어

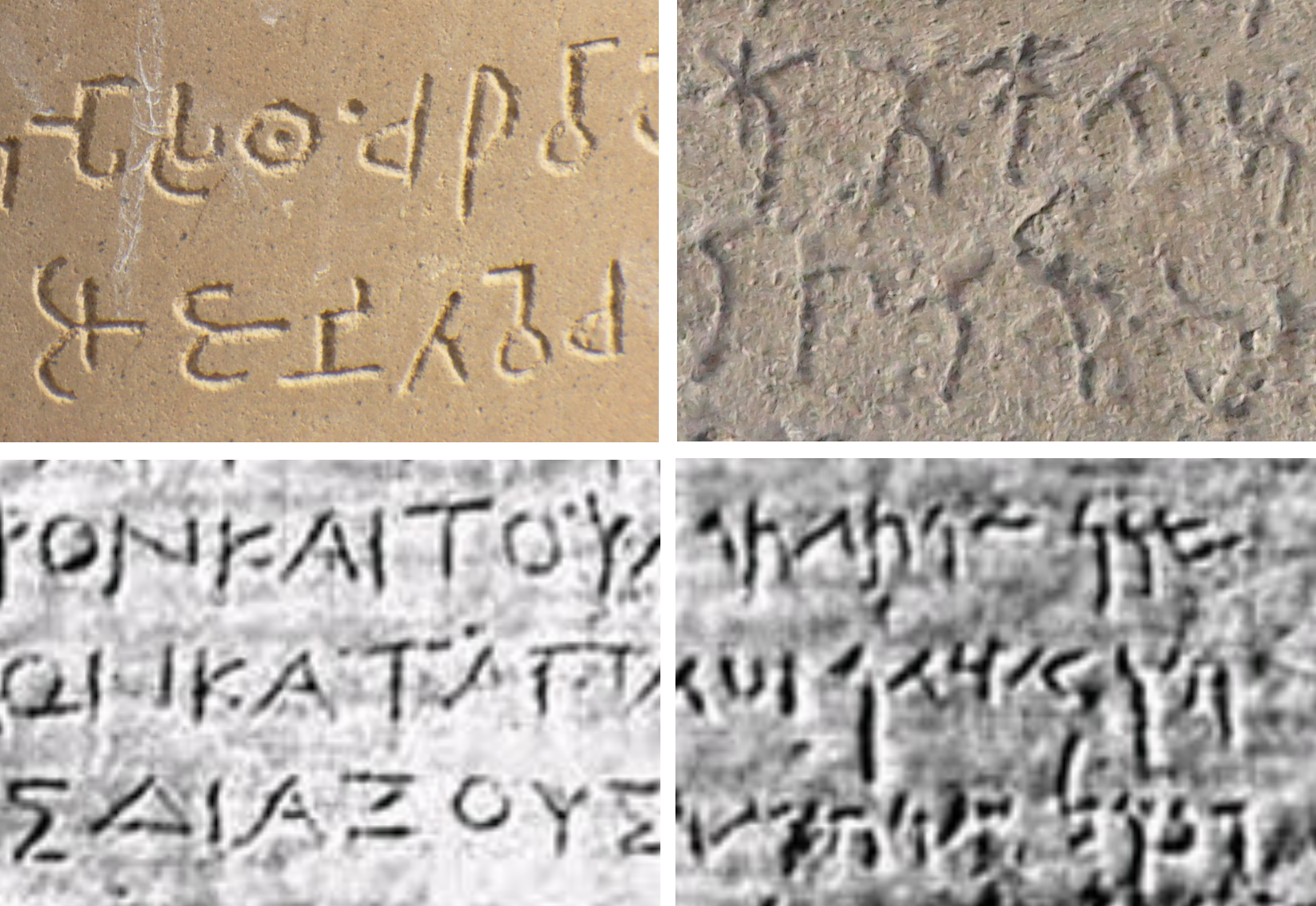
아쇼카 대왕의 칙령에 사용된 네 가지 문자: 브라흐미 문자(윗줄 왼쪽), 카로슈티 문자(윗줄 오른쪽), 그리스 문자(아랫줄 왼쪽), 아람어 문자(아랫줄 오른쪽).

아쇼카의 칙령에는 세 가지 언어가 사용되었다. 인도 현지에서 쓰이던 프라크리트어, 인도와 이웃한 그리스-박트리아 왕국 및 심지어 인도 내부에서도 같은 언어를 사용하는 공동체가 존재했던 그리스어 그리고 아케메네스 왕조 페르시아의 공식 언어였던 아람어이다. 프라크리트어는 인도 서북부의 초기 간다라어부터 동부의 고대 아르다마가다어에 이르기까지 지역에 따라 부분적인 변형을 보이는데, 이곳에서 프라크리트어는 재판을 위해 사용되던 법정 언어였다. 프라크리트 비문의 언어 수준은 다소 일상용에서 볼 법한 구어체적인 경향이 있다.
또한 아쇼카의 칙령을 기록하는 데는 네 가지 문자가 사용되었다. 프라크리트어는 현대 파키스탄 지역에 소재한 브라흐미와 카로슈티 문자로 쓰여졌다. 그리스어와 아람어는 그들 각자의 문자가 사용되었고, 그 범위는 아소카 영토의 북서쪽 지역, 현대 파키스탄과 아프가니스탄 지역에 해당한다.
대부분의 칙령들이 프라크리트어로 작성되었으나, 몇몇은 그리스어나 아람어로 쓰여졌다. 칸다하르 암각화는 그리스어와 아람어 2개 국어로 되어 있고 아소카의 칸다하르 그리스어 칙서는 그리스어로만 되어 있는데, 원래는 모든 바위 담마 칙령들이 1-14를 포함하고 있었을 것이다. 비문에 사용된 그리스어는 매우 높은 수준으로 철학적으로도 세련되었으며, 기원전 3세기 헬레닉 계통의 정치언어에 대한 심도 있는 이해를 보여주는데, 이것은 당시 이러한 내용을 작성할 수 있을 정도로 고도의 교양을 가진 그리스인이 존재하고 칸다하르에 있었음을 암시한다.
이와는 대조적으로, 아쇼카 왕에 의해 새롭게 정복된 카르나타카와 안드라 프라데쉬 등 남부 인도에 세운 암각문에서 아쇼카 대왕은 인도 북부의 프라크리트어를 브라흐미 문자와 함께 의사소통을 위한 언어로만 사용했을 뿐, 지역 언어인 드라비다어는 사용하지 않았는데, 이는 막 정복된 남방 영토에 관한 일종의 권위를 세우기 위한 것으로 해석할 수 있다.
아쇼카의 칙령은 아리아 민족의 습래 이전에 인도에서 번영을 누렸던 인더스 문명의 도시 하라파가 멸망한 이래 인도에서 처음으로 작성된 비문이었다. 그가 프라크리트어로 비문을 작성한 이래 프라크리트어는 기원 1세기 산스크리트어가 등장할 때까지 한 세기 동안 인도의 주요 금석문에 사용되며 그 자취를 남겼다.

## 칙령의 구체적 내용들
아소카에 의해 설파된 '다르마'는 주로 선행, 타인에 대한 존중, 관대함, 순결을 바탕으로 하는 도덕적 교훈으로 설명된다. 이러한 '다르마'를 아소카는 프라크리트어 '다슈마'(Dhaṃma), 그리스어 '에우세베이아'(Eusebeia, 2개 국어로 된 칸다하르 바위 칙령 및 및 칸다하르 그리스어 칙령), 아람어 '쿠시트'(Qsyt, 칸다하르 바위 칙령) 등의 용어로 표현하였다.

### 도덕적 가르침
올바른 행동
담마는 훌륭하다. 무엇이 담마인가? 그것은 잘못하는 것이 거의 없고, 많은 선한 행동, 자비로움, 너그러워서 남에게 베풂, 진실됨, 그리고 청정함이 담마이다. (돌기둥 담마칙령 No.2)

(이런 자선을 통하여) 자비, 자선, 진실, 청정, 부드러움, 선함으로 이루어진 담마의 훌륭한 행위와 담마의 실천이 사람들 사이에서 증가하는 것이 나의 뜻이다. (돌기둥 담마칙령 No. 7)

자비심

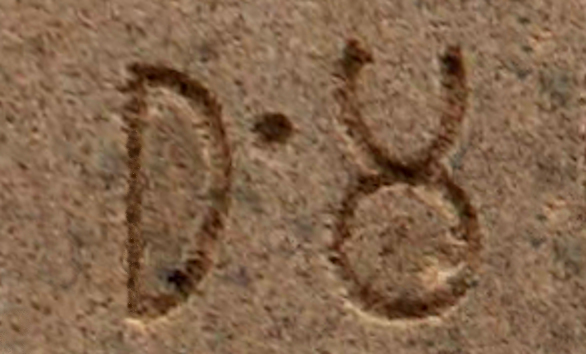
뉴델리 토프라 칼란 기둥에 새겨져 있는 프라크리트어 단어 ""담마(Dhamma, Dha-such-ma)""𑀥𑀁𑀫, 산스크리트어: 브라흐미 문자로 다르마(Dharma)라는 단어.

아소카의 담마는 그의 힘을 이용하여 그의 백성들의 삶을 더 좋게 만들고 또한 사람들이 생각하고 살아가는 방식을 바꾸려고 노력함을 의미했다. 그는 또한 담마가 '옳은 일을 하는 것'을 의미한다고 생각했다.
죄수들에 대한 복지
아소카는 정의를 실현함에 있어서의 공정성, 형량 적용에서의 주의와 관용, 그리고 정기적으로 사면을 받은 죄수들에 대한 큰 관심을 보였다.
그러나 재판과 처벌에서 한결같은 공평함이 있어야 한다는 것은 바람직한 일이다. 이는 지금부터 나의 지시이다.: 유죄라고 인정되어 사형 선고를 받은 수감자에게 사흘간의 집행유예 기간이 주어질 것이다. 이 기간 동안에 그들의 연고자들이 수감자의 생명을 구하기 위해 항소할 수 있게 될 것이다. 그러나 항소하지 않는 자는 내세의 공덕을 짓기 위해 자선품을 보시하거나 금식을 하게 될 것이다. 설령 현세에서의 그들의 삶이 제한되어 있다라도 이들이 내세를 얻게 하는 것이 내 염원이다. (돌기둥 담마칙령 No. 4)

내가 왕위에 오른지 26년이 되었다. 그동안 나는 스물다섯 번 죄수들을 사면하였다. (돌기둥 담마칙령 No. 5)

동물의 생명에 대한 존중

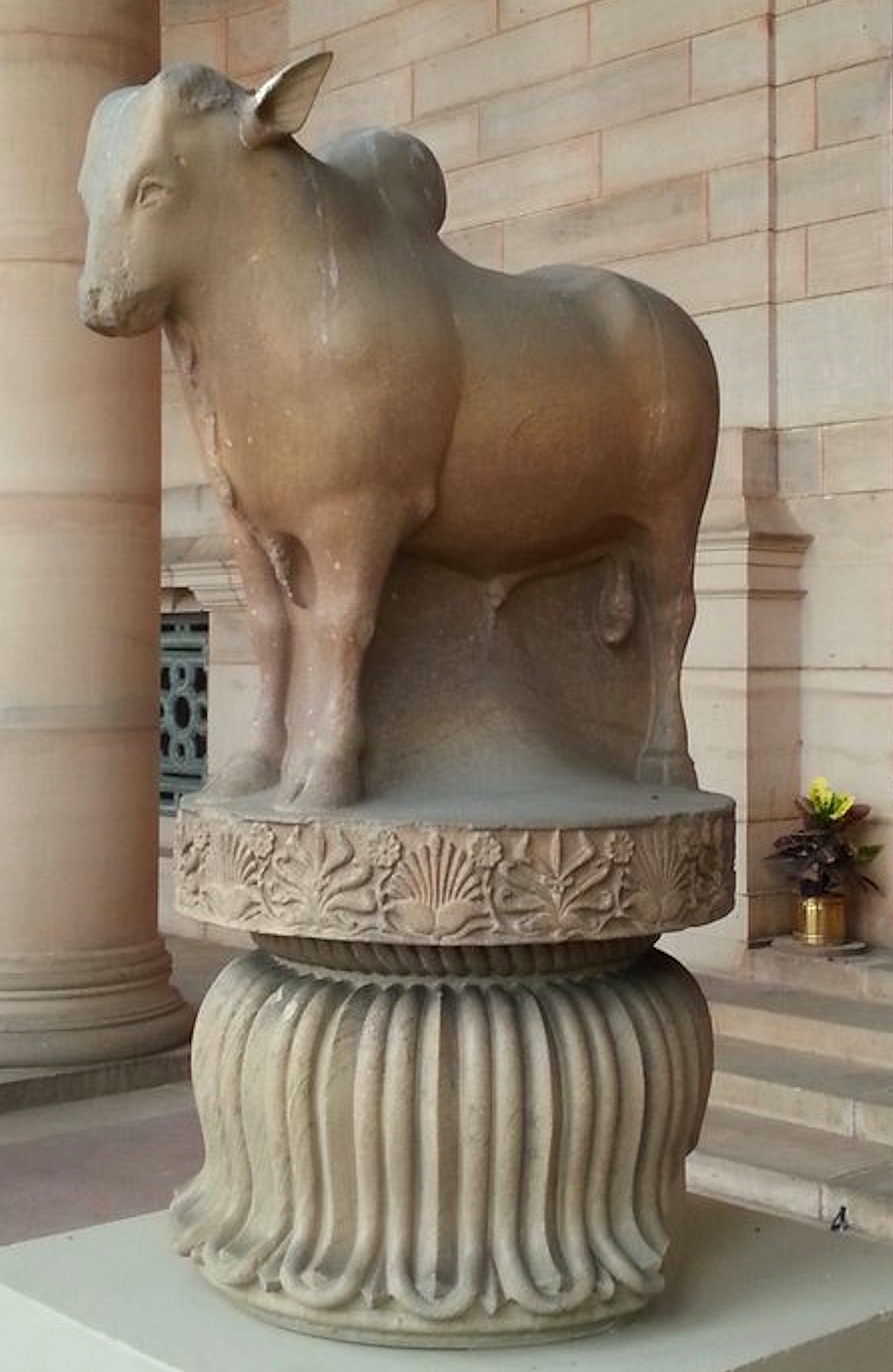
동물들은 마우리아 왕조 시대 제국의 예술에 자주 소재로 사용되었다. 사진은 기원전 3세기 아소카에 의해 설립된 석주의 람푸르바 황소 머릿장식으로 현재 인도 뉴델리 라슈트라파티 바반(Rashtrapati Bhavan)의 인도 대통령 공식관저에서 소장하고 있다.

마우리아 제국은 인도의 역사상 최초의 통일 국가였으며, 보호 의무를 맡은 특정 관리들과 함께 천연자원에 대한 명확한 정책을 가지고 있었다. 재위 후기에 아소카가 불교를 받아들이면서 그는 동물 보호나 사마자라 불리던 당시 야생 황소, 코끼리, 코뿔소, 숫양 등의 동물들의 싸움 경연 대회인 사마자를 비롯한 왕실 단위의 사냥을 포기한다는 등 통치 방식에 상당한 변화를 가져왔다. 그는 아마도 세계 역사상 야생동물 보호대책을 옹호한 최초의 통치자였을 것이다. 이들 정책에 대한 언급은 돌기둥 담마 칙령에 새겨져 있는 것을 볼 수 있다.
자비로운 삐야다시 왕은 이 담마칙령을 새기도록 하였다.
여기(내 영토 안에서는) 생명 있는 것들은 제물로 바치기 위해 죽여서는 안 된다. 또한 사마자를 열어서도 안 된다. 왜냐하면 자비로운 삐야다시 왕은 이와 같은 사마자의 모임에서 여러 가지의 악함을 보기 때문이다. 그렇지만 자비로운 삐야다시 왕은 어떤 사마자는 허락한 것도 있다.
전에는 자비로운 삐야다시 왕의 주방에서 음식을 만들기 위해 매일 수많은 동물들이 도살되었다. 그러나 이 담마칙령이 씌여진 지금에는 단지 세 마리의 동물만이 음식을 만들기 위해 도살된다.: 즉 두 마리의 공작새, 그리고 한 마리의 사슴이다. 그러나 이 한 마리의 사슴조차도 정기적으로 도살되지는 않는다. 그러나 이 세 가지 동물들도 장차는 도살되지 않을 것이다. (바위 담마 칙령 No.1)

자비로운 삐야다시 왕은 이와 같이 말한다.
내가 왕위에 오른지 26년이 되었을 때 나는 다음의 동물을 죽이는 것을 금하였다.: 앵무새, 살리까(구관조), 아루나(붉은 새의 일종), 붉은 거위, 야생 거위, 낭디무까, 겔라따, 박쥐, 여왕개미, 민물거북이, 뼈 없는 물고기, 웨다웨야까, 갠지스 강의 뿌뿌따까, 홍어, 바다거북, 호저, 다람쥐, 숫사슴, 야생 황소, 집에서 기르는 동물, 코뿔소, 하얀 비둘기, 집비둘기, 유용하지도 않고 먹을 수도 없는 네 발 가진 동물, 그리고 젖을 먹이거나 새끼 밴 또는 새끼 딸린 암염소, 암양, 암퇘지와 6개월도 안 된 어린 가축은 죽이는 것을 금한다.
수탉은 거세해서는 안 된다. 살아 있는 존재들이 숨어 있는 깍지(더미)를 불태우지 않으며, 정당한 이유 없이 또는 살아 있는 존재들을 죽이기 위해 숲을 불태워서는 안 된다. 동물에게 다른 동물을 먹이로 주어서는 안 된다.
(돌기둥 담마칙령 No.5)

아소카는 소비를 위해 죽여야 하는 동물의 도축 수효를 줄일 것을 주장했고, 그들 중 일부를 보호했으며, 일반적으로 거세과 같은 동물에 대한 폭력 행위를 규탄했다.
그러나 아소카의 칙령은 실제 사건보다 통치자들의 욕구를 더 많이 반영하고 있다. 왕실 사냥에서 사슴을 밀렵하는 경우 100개의 '파나'(코인)를 벌금으로 내게 하였다는 말은 아소카의 이러한 동물 보호에 대한 칙령을 위반하는 자들이 존재했음을 보여준다. 아소카의 법적 제한은 이후 사냥, 벌채, 낚시, 화전 등 서민들이 자유롭게 행사하는 관행과는 상충되는 것이었다.

### 종교적 가르침
불교

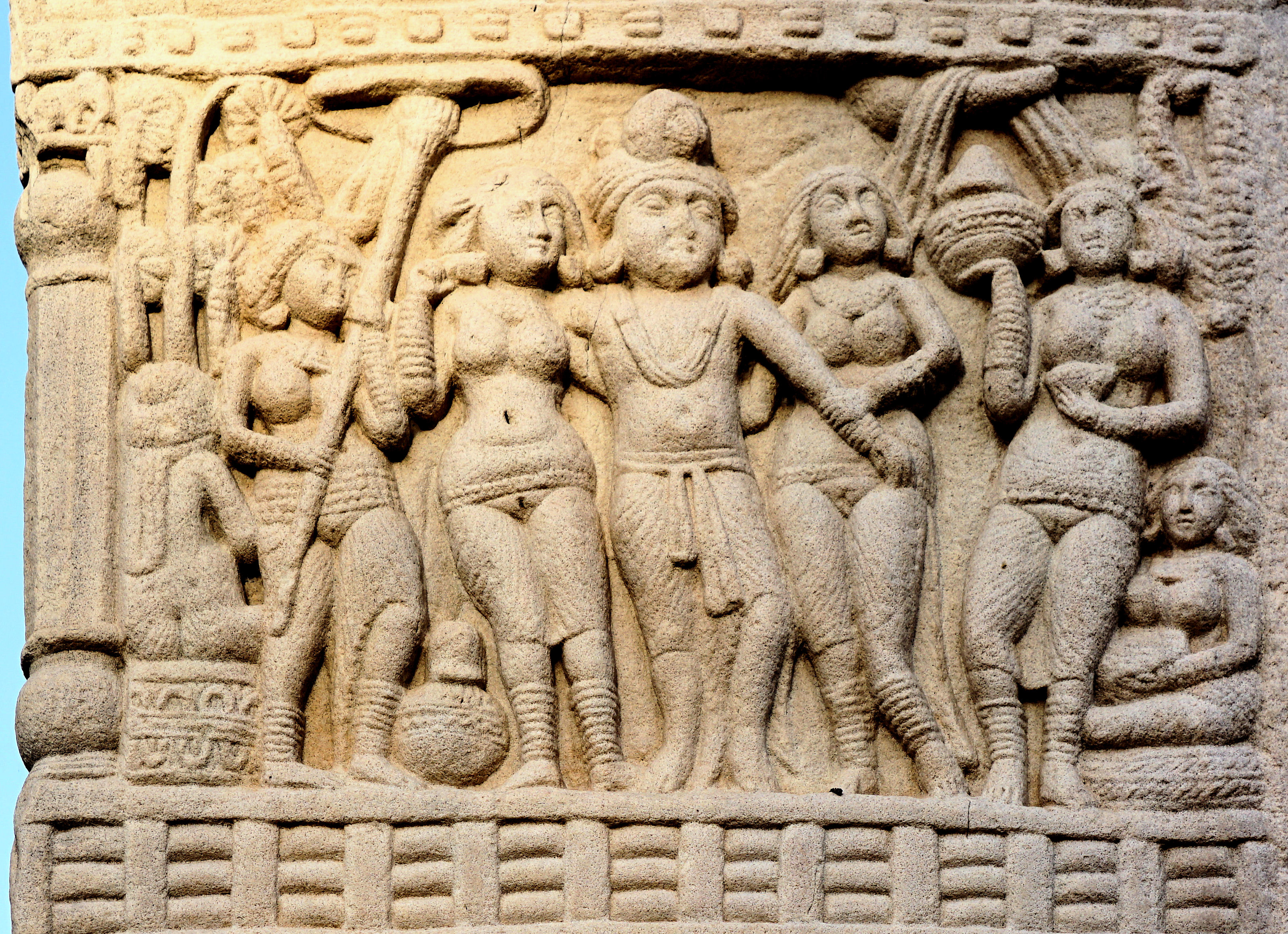
아소카와 그의 두 왕비는 산치(1세기 CE)에서 보드가야에 있는 유명한 석가모니 정각의 보리수나무를 방문했다. 아소카의 신원은 "라자 아소카(Raya Asoka)"라고 새겨진 카나가나할리의 유사한 유물을 통해 확인된다.

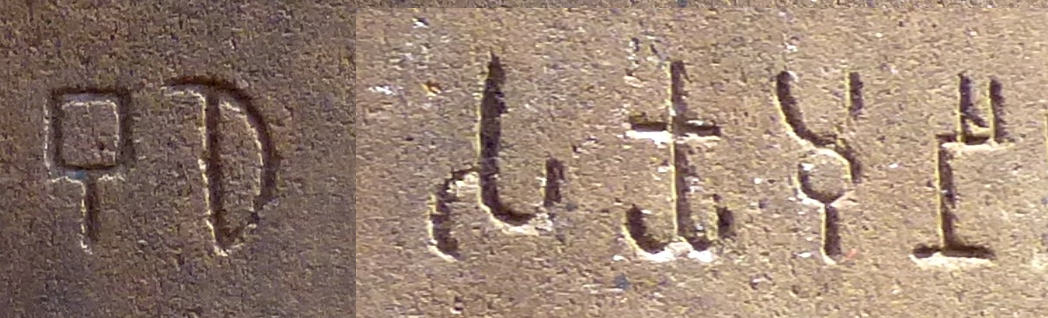
The words "Bu-dhe" (𑀩𑀼𑀥𑁂, the Buddha) and "Sa-kya-mu-nī " (𑀲𑀓𑁆𑀬𑀫𑀼𑀦𑀻, "Sage of the Shakyas") in Brahmi script, on Ashoka's Rummindei Minor Pillar Edict (circa 250 BCE).

불교나 부처에 대한 직접적인 언급은 작은 바위 담마칙령과 작은 기둥 담마칙령에만 나타난다. 아소카는 스스로를 불교 신자라고 단언하고 불교의 도덕을 전파하는 것을 넘어, 바이라트 사원 앞에서 발견된 독특한 칙령(작은 바위 칙령 3호)에서 부처의 말씀을 읽고, 특히 상가(승단)에서 이를 따르도록 주장했다.
내가 우빠사까(upāshake)가 된지 2년 반이 넘었다. 그렇지만 나는 처음 1년 동안은 그렇게 열성적이지 못하였다. 그러나 나는 1년 이상 독실하게 상가(승단)를 방문해 왔고, 이제 나는 담마를 위해 대단한 열성을 기울이게 되었다. (작은 바위 담마칙령 No.1)

마가다의 왕 삐야다시는 승가에 존경스런 인사를 드리며, 건강하심과 평안하심을 문안드립니다. 그리고 다음과 같이 말씀드립니다.
내가 얼마나 붓다, 담마, 상가에 존경과 믿음을 드리는지 존자님들은 잘 아십니다. 붓다, 세존께서 가르치신 것은 무엇이든지 훌륭히 말씀하신 것입니다.(작은 바위 담마 칙령 3호)

존자님들, 이 담마 경전들

계율의 찬탄

거룩한 삶의 길

미래의 두려움

성자의 게송

성자의 길에 대한 말씀

우빠띠사의 질문

부처님이 라훌라에게 말씀하신 거짓말하는 것에 대한 교훈

존자님들이여, 이 담마의 경전을 많은 비구와 비구니들이 끊임없이 듣고 되새기기를 나는 열망합니다. 마찬가지로 부처님을 따르는 재가 남녀 신도들도 이 성스러운 담마의 경전을 끊임없이 듣고 되새기기를 나는 열망합니다. (작은 바위 담마 칙령 3호)

아소카도 재위 14년에 스투파를 증축하고, 재위 20년에 직접 방문했을 때 네팔 니갈리의 작은 바위 기둥 칙령에서 설명한 대로 헌화하고 기둥을 세운 코나카마나 붓다(구나함불)와 같은 과거불들에 대한 헌신을 표명했다.
내세에 대한 믿음
그래서 담마의 보시에 의해 이 세상에서 이익을 얻고 내세에 무한한 공덕을 얻는다. (바위 담마 칙령 No.11)

담마에 대한 크나큰 사랑 없이는, 치열한 자기 성찰 없이는, (부모에 대한) 최상의 순종 없이는, (악에 대한) 큰 두려움 없이는, 그리고 (담마에 대한) 큰 영향력 없이는, 현세와 내세에서 행복을 얻기 어렵다. (돌기둥 담마칙령 No. 1)

종교 교류

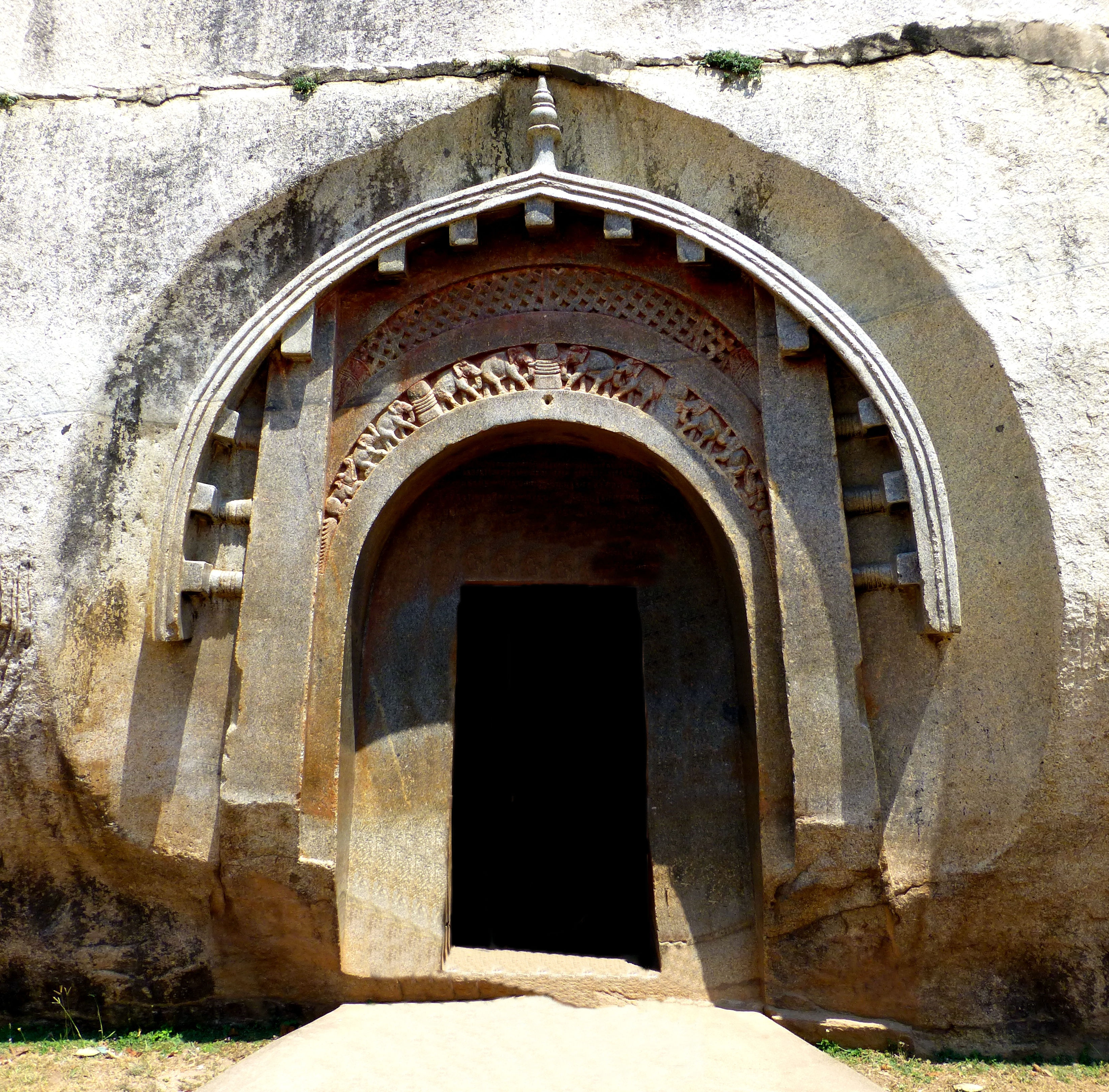
바라바르 동굴은 아소카가 아지비카 교의 금욕적인 종파뿐만 아니라 불교도들을 위해 지은 것으로 여러 신앙에 대한 그의 존경심을 잘 보여준다. 로마스 리시 동굴. 기원전 3세기.

모든 종교가 공통적이고 긍정적인 본질을 공유한다는 믿음에 기초하여, 아소카는 특정 종교에 치우친 종파주의자가 되기는커녕, 다른 종교에 대한 관용과 이해를 장려했다.
자비로운 삐야다시 왕은 모든 종교 교단들이 나의 영토들에서나 (자유롭게) 살기를 원한다. (바위 담마칙령 No.7)

지나친 자신의 교단에 대한 헌신 때문에 자신의 교단만 추켜세우는 사람은 누구나, 그리고 다른 교단을 비난하는 사람은 누구나, 그것은 다만 자신의 교단을 더욱 심하게 해치는 일입니다.
그러므로 서로 알고 지내는 것은 바람직하며 다른 교단이 믿는 교리에 귀 기울이고 그것을 존중해야 합니다. 자비로운 삐야다시 왕은 모든 교단의 사람들이 다른 교단의 훌륭한 교리에 관해 잘 알게 되기를 바랍니다.
각자의 교단에 집착된 사람들에게 이것을 말해야 합니다.: "자비로운 삐야데시 왕은 보시나 존경은 모든 교단의 본질을 증진시키는 행위보다 중요한 것이라고 생각지 않습니다." (바위 담마 칙령 No.12)

### 사회 및 동물 복지
칙령에 따르면 아소카는 자신의 신하(인간과 동물)와 국경을 초월한 사람들의 복지를 크게 돌보고, 약효의 사용을 확산시키고, 보다 편안한 여행을 위한 길가의 시설을 개선하며, 자신의 영토 전역에 '신앙의 의무자'를 세워 이러한 인구의 복지와 담마의 전파라는 자신의 정책 실행에 대해 살피게 하였다. 야바나의 왕 안티오코스(칙령에는 '앙띠요까라는 이름의 요나 왕'으로 등장한다) 또한 아소카의 관대함이라는 수혜 대상자로 포함된 인물이었고, 아소카의 이웃 나라 국왕들과 함께 그 이름이 알려진 군주였다.
약물 치료
자비로운 삐야다시 왕의 왕국 어디에서나 마찬가지로 국경 너머 사람들에게도, 즉 쪼다(Chodas), 빵디야(Pandyas), 사띠야뿌따(Satiyaputa) 께랄라뿌따(Kelalaputa), 그리고 저 멀리는 땅바빵니(Tamraparni)까지, 그리고 앙띠요까라고 부르는 요나 왕에게까지, 앙띠요까 왕의 이웃 왕들에게까지, 어디든지 자비로운 삐야다시 왕은 두 가지 종류의 의료 진료소를 설립하였다. 사람을 위한 의료 진료소와 동물을 위한 의료 진료소이다.

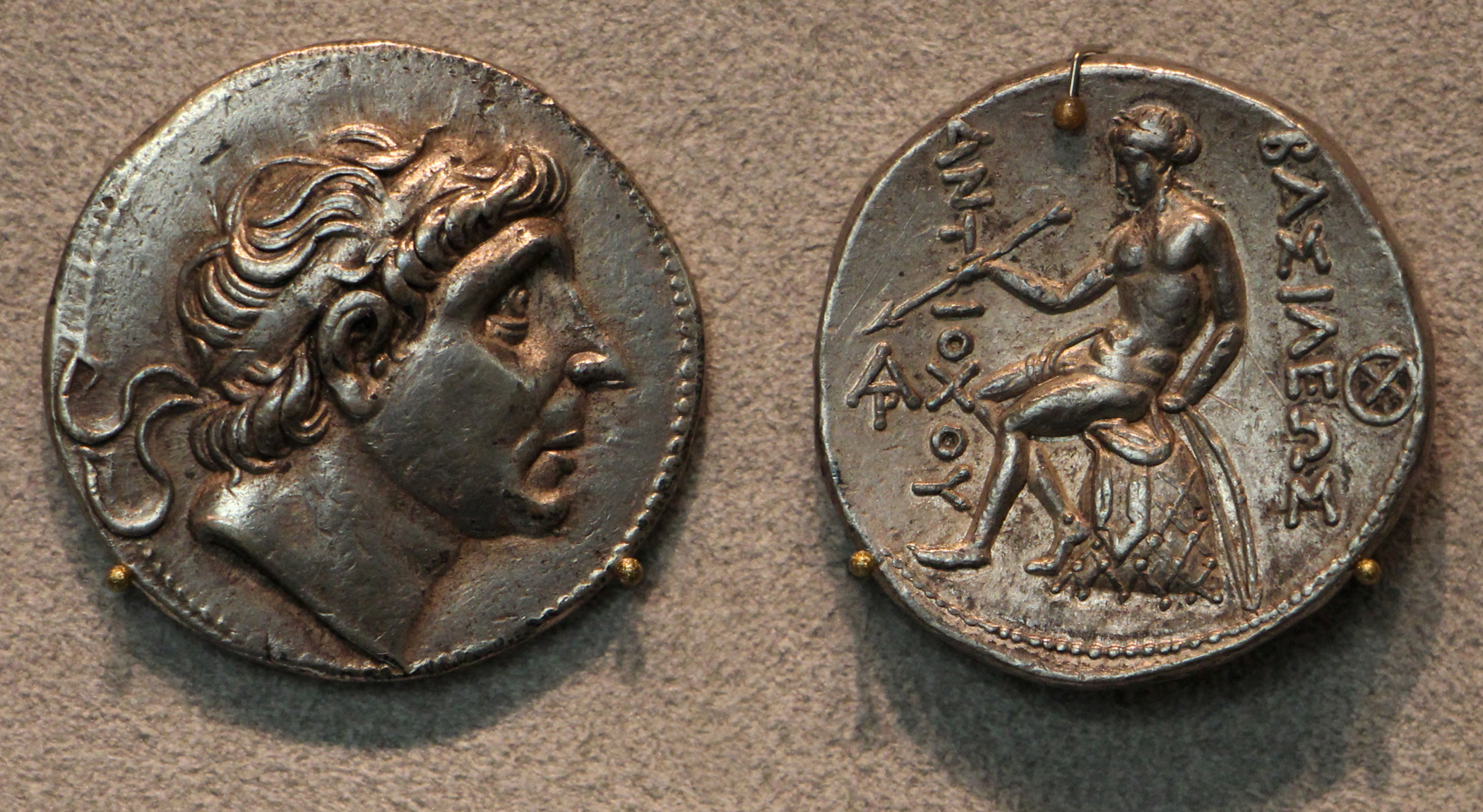
셀레우코스 왕조의 왕 안티오코스의 얼굴이 새겨진 주화. 아소카의 담마 칙령을 비롯한 문헌에서 그의 이름은 "암티야카(Aṃtiyakā)", "암티야코(Aṃtiyako)" 또는 "앙띠요까(Aṃtiyoga)" 등으로 발음되며, 아소카와 이웃하고 있던 헬레니즘 국가의 군주이자 아소카가 표방하던 치료 복지 정책의 수혜 대상자이기도 하였다.

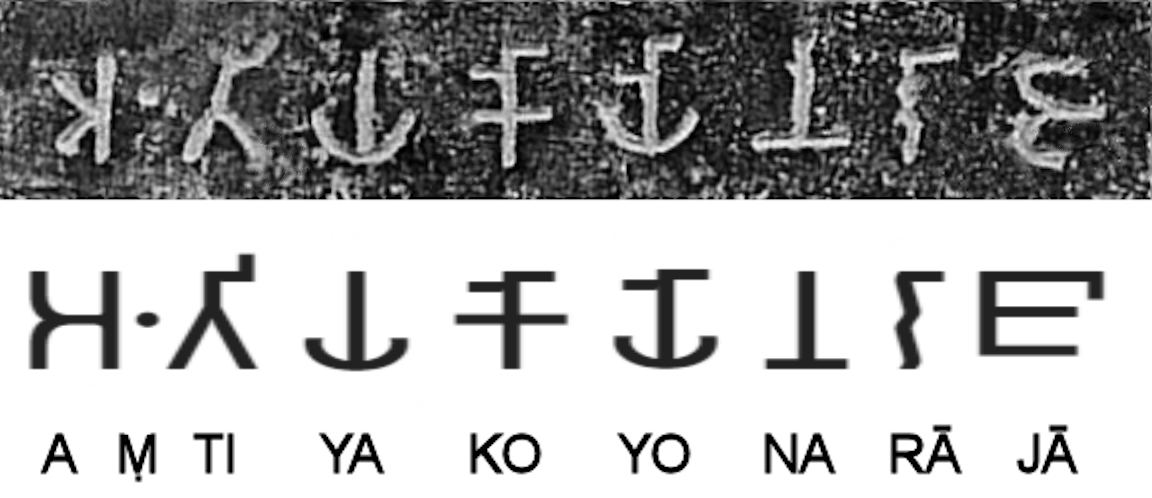
기르나르에 세워진 바위 담마 칙령 2호에 브라흐미 문자로 표기된 안티오코스 2세의 이름. 발음대로 읽으면 암티야코 요나 라자(Aṃtiyako Yona Rājā)이다.

사람과 동물에게 적합한 약초를 구할 수 없는 곳은 어디든지 약초를 가져다가 심도록 하였다. 어디든지 약초 뿌리나 약초 열매를 구할 수 없는 곳은 그것들을 가져다가 심도록 하였다. 사람과 동물들의 이익을 위해 길을 따라 우물을 파고 나무를 심게 하였다. (바위 담마칙령 2호)

도로 정비
사람들과 동물들에게 그늘을 제공할 수 있도록 길을 따라 보리수나무를 심게 하였다. 그리고 망고나무를 숲에 심었다. 1/2꼬스 간격으로 우물을 파게 하였고, 휴게소를 지었다. 그리고 사람과 동물들이 이용할 수 있도록 여기저기에 물 마시는 곳을 만들도록 하였다.
그러나 이런 제공들은 작은 것이다. 왜냐하면 내가 사람들을 행복하게 하기 위해 여러 가지 편리한 시설을 한 것은 이미전의 왕들도 그렇게 하였기 때문이다. 나는 사람들이 담마의 실천을 따르게 하기 위해 이런 일들을 하였다. (돌기둥 담마 칙령 7호)

성직자들
전에는 담마마하마따(법대관)가 없었다. 내가 왕위에 오른지 13년이 되었을 때에, 그들을 처음으로 임명하였다. 그들은 모든 종교 교단의 수행자들 사이에서 담마를 수립하기 위해, 담마를 증진시키기 위해, 그리고 담마에 헌신하는 사람들 즉 야바나(Yavana), 캄보자(Kambojas), 간다라(Gandharas), 라스티카, 삐띠나까 사람들 사이에서도 그리고 서방 변경인 아빠란따에 사는 사람들 사이에서도 그들의 복지와 행복기 위해 일한다. 담마마하마따는 하인과 귀족, 브라만과 장자들, 가난한 사람과 노인들, 담마에 헌신하는 사람들 사이에서 이들의 삶의 어려움을 제거하고, 복지와 행복을 얻기 하기 위해 일한다. (바위 담마 칙령 5호)

역사적 붓다의 탄생지
아소카가 남긴 칙령 가운데서도 특히 유명한 네팔 룸비니의 칙령에서 아소카는 재위 21년 때의 방문을 묘사하고 룸비니를 석가모니 부처의 탄생지로 언급한다. 그는 또한 역사 기록상 최초로 '샤캬무니'(샤캬 즉 석가족의 성자)라는 별칭을 사용하여 석가모니를 묘사하고 있다.
| 번역 (한국어) | 번역 (브라흐미 문자 판독) | 비문 (브라흐미 문자로 새긴 프라트리트 어) |
| --- | --- | ----------------------------------------- |
| 자비로운 삐야다시 왕은 왕위에 오른지 20년에 이곳을 방문하고 참배하였다. 왜냐하면 석가모니 부처님께서 이곳에서 탄생하셨기 때문이다. 나는 이곳에 돌담을 쌓고 돌기둥을 세웠다. 부처님께서 여기, 룸비니 마을에서 태어나셨기 때문에 이 마을에 세금을 면제하였고 단지 생산의 1/8만 내도록 하였다.— 룸비니 돌기둥 담마 칙령(작은 돌기둥 담마 칙령) | 𑀤𑁂𑀯𑀸𑀦𑀁𑀧𑀺𑀬𑁂𑀦 𑀧𑀺𑀬𑀤𑀲𑀺𑀦 𑀮𑀸𑀚𑀺𑀦𑀯𑀻𑀲𑀢𑀺𑀯𑀲𑀸𑀪𑀺𑀲𑀺𑀢𑁂𑀦 Devānaṃpiyena Piyadasina lājina vīsati-vasābhisitena 𑀅𑀢𑀦𑀆𑀕𑀸𑀘 𑀫𑀳𑀻𑀬𑀺𑀢𑁂 𑀳𑀺𑀤𑀩𑀼𑀥𑁂𑀚𑀸𑀢 𑀲𑀓𑁆𑀬𑀫𑀼𑀦𑀺𑀢𑀺 atana āgācha mahīyite hida Budhe jāte Sakyamuni ti 𑀲𑀺𑀮𑀸𑀯𑀺𑀕𑀥𑀪𑀺𑀘𑀸𑀓𑀸𑀳𑀸𑀧𑀺𑀢 𑀲𑀺𑀮𑀸𑀣𑀪𑁂𑀘 𑀉𑀲𑀧𑀸𑀧𑀺𑀢𑁂 silā vigaḍabhī chā kālāpita silā-thabhe cha usapāpite 𑀳𑀺𑀤𑀪𑀕𑀯𑀁𑀚𑀸𑀢𑀢𑀺 𑀮𑀼𑀁𑀫𑀺𑀦𑀺𑀕𑀸𑀫𑁂 𑀉𑀩𑀮𑀺𑀓𑁂𑀓𑀝𑁂 hida Bhagavaṃ jāte ti Luṃmini-gāme ubalike kaṭe 𑀅𑀞𑀪𑀸𑀕𑀺𑀬𑁂𑀘 aṭha-bhāgiye cha — 판독자: E. Hultzsch, |                                           |

## 칙령으로 본 아쇼카 대왕의 개심

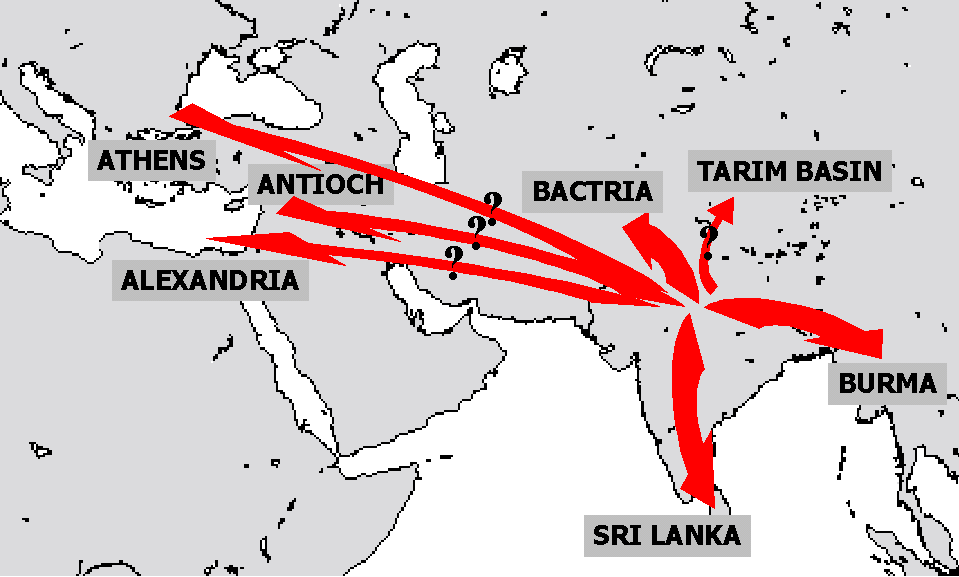
아소카 왕(260–218 BC) 때의 불교 전파

아쇼카는 자신이 복지를 전파하기 위해 지중해까지 헬레니즘의 왕들과 인도 전역의 사람들에게 방사선과 약초를 보냈다고 설명하면서 그가 말하는 '다르마'가 모든 영토에서도 이루어졌다고 주장했다. 그는 칙령에서 알렉산드로스 대왕의 정복 사업을 계승한 당시의 헬레니즘 통치자들을 박트리아에서 그리스, 북아프리카에 이르기까지 모두 파악하고 그 이름을 열거하였으며, 그들을 '다르마의 수혜자'로 불렀다. 이는 당시 아쇼카가 현지 지역에 대한 정세를 분명하게 파악하고 있었음을 보여준다.

### 인도 바깥으로의 불교 권유
자비로운 왕은 담마에 의한 정복을 가장 훌륭한 정복이라고 생각한다. 자비로운 왕은 그의 영토에서 뿐만 아니라 국경 지방의 사람들과 심지어는 6백 요자나(yojana) 거리만큼 멀리 떨어져 있는 모든  나라 사람들에게서도 이런 담마에 의한 정복을 성취해 왔다.
그 나라들은 앙띠요까라는 이름의 요나 왕과 앙띠요까의 영토 그 너머의 땅에 사는 뚜라마야, 앙띠끼니, 마까, 그리고 알리까수다라라는 이름의 네 왕들의 나라이다. 그리고 남쪽으로는 쪼다(Cholas), 빤디야(Pandyas), 그리고 땅바빵니(Tamraparni) 나라만큼 멀리까지이다.
— 바위 담마 칙령 No.13.

600 요자나의 거리(4,800 ~ 6,000 마일)는 대략 인도와 그리스 사이의 거리에 해당한다.
아소카 석주에서 안티오코스는 "Amtiyoge nama Yona-raja"("안티오코스라는 이름의 그리스 왕"이라는 뜻이다)라고 불리는데, 그 밖에 네 명의 다른 군주들은 비문에서 "param ca tena Atiyogena cature 4 rajani Tulamaye nama Amtekine nama Makā nama Alikasudaro nama" ("그리고 안티오코스 너머, 네 명의 군주들 즉 프톨레미라는 이름의, 안티고노스라는 이름의, 마가스라는 이름의, 알렉산더라는 이름의").로 표기되고 있다.
- 암띠야까(Amtiyaka) (𑀅𑀁𑀢𑀺𑀬𑀓)/암띠요가(Amtiyoga, 𑀅𑀁𑀢𑀺𑀕) - 시리아의 왕 안티오코스 2세(기원전 261년–246년)를 일컫는 말로, 기원전 305년부터 250년까지 시리아 동쪽에 존속했던 셀레우코스 제국을 다스렸던, 아소카의 직접적인 이웃이었다.[63][75]
- 뚜라마야(Tulamāya) (𑀢𑀼𑀭𑀫𑀸𑀬) - 이집트의 파라오 프톨레마이오스 2세(기원전 285년–247년)로, 알렉산드로스 1세의 장군이었던 프톨레마이오스 1세가 이집트에 세운 왕조의 왕이다.[63][75]
- 앙띠끼니(Amtekina) (𑀅𑀁𑀢𑁂𑀓𑀺𑀦) - 마케도니아의 왕 안티고노스 2세 고나타스(기원전 278년–239년)를 가리킨다.[63][75]
- 마까(Makā) (𑀫𑀓𑀸) - 키레네의 왕 마가스(기원전 300–258)를 가리킨다.[63][75]
- 알리까수다라(Alikyaṣadala) (𑀅𑀁𑀮𑀺𑀱𑀤𑀮) - 알렉산드로스 2세 에페이로스(기원전 272년–258년)를 가리킨다.[63][75]

아소카의 바위 담마 칙령 13호에 언급된 모든 왕들은 유명한 헬레니즘 통치자들로서 아소카와 같은 시대에 해당한다.

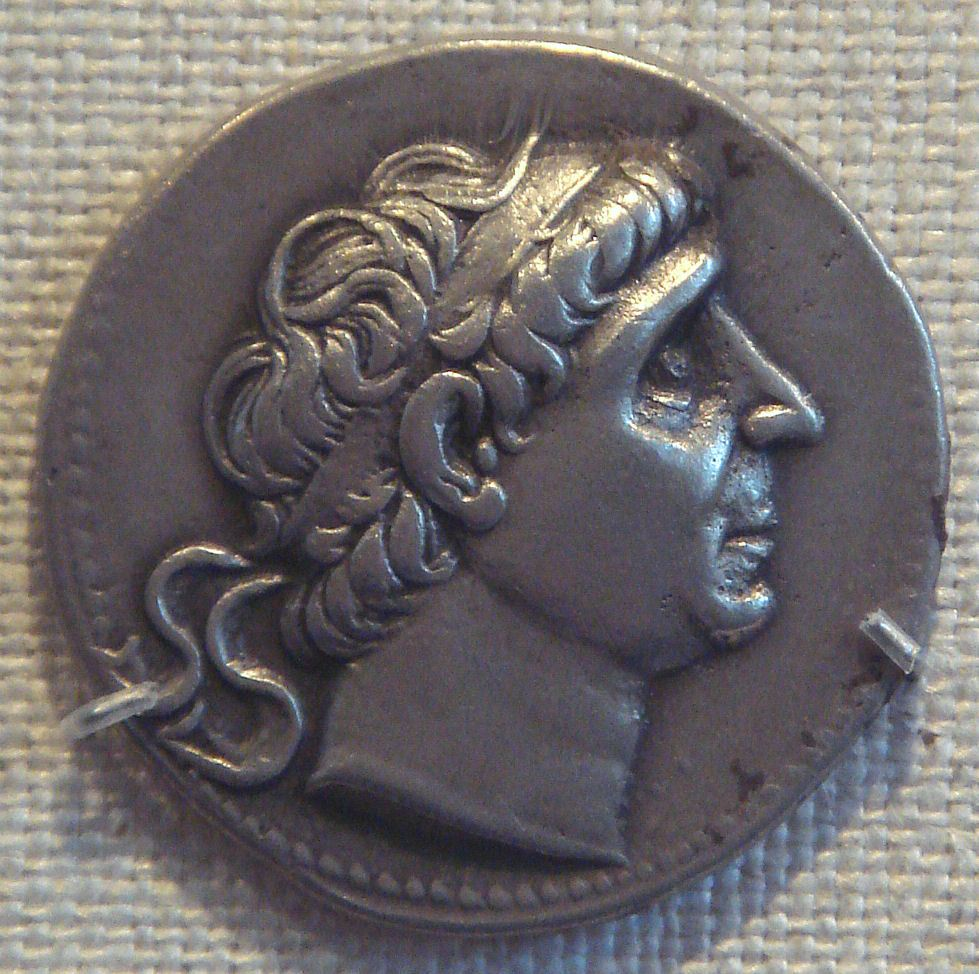
셀레우코스 제국 시리아의 왕 안티오코스 2세(261–246 BCE).
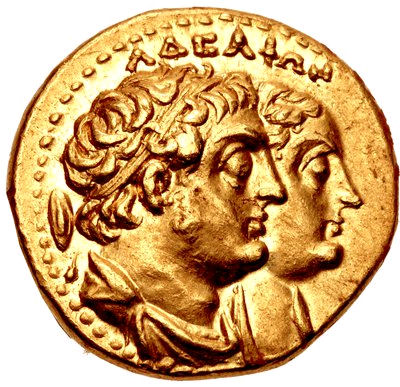
이집트의 파라오 프톨레마이오스 2세(285–247 BCE)와 그의 누이동생 알시누에 2세(Arsinoe II).
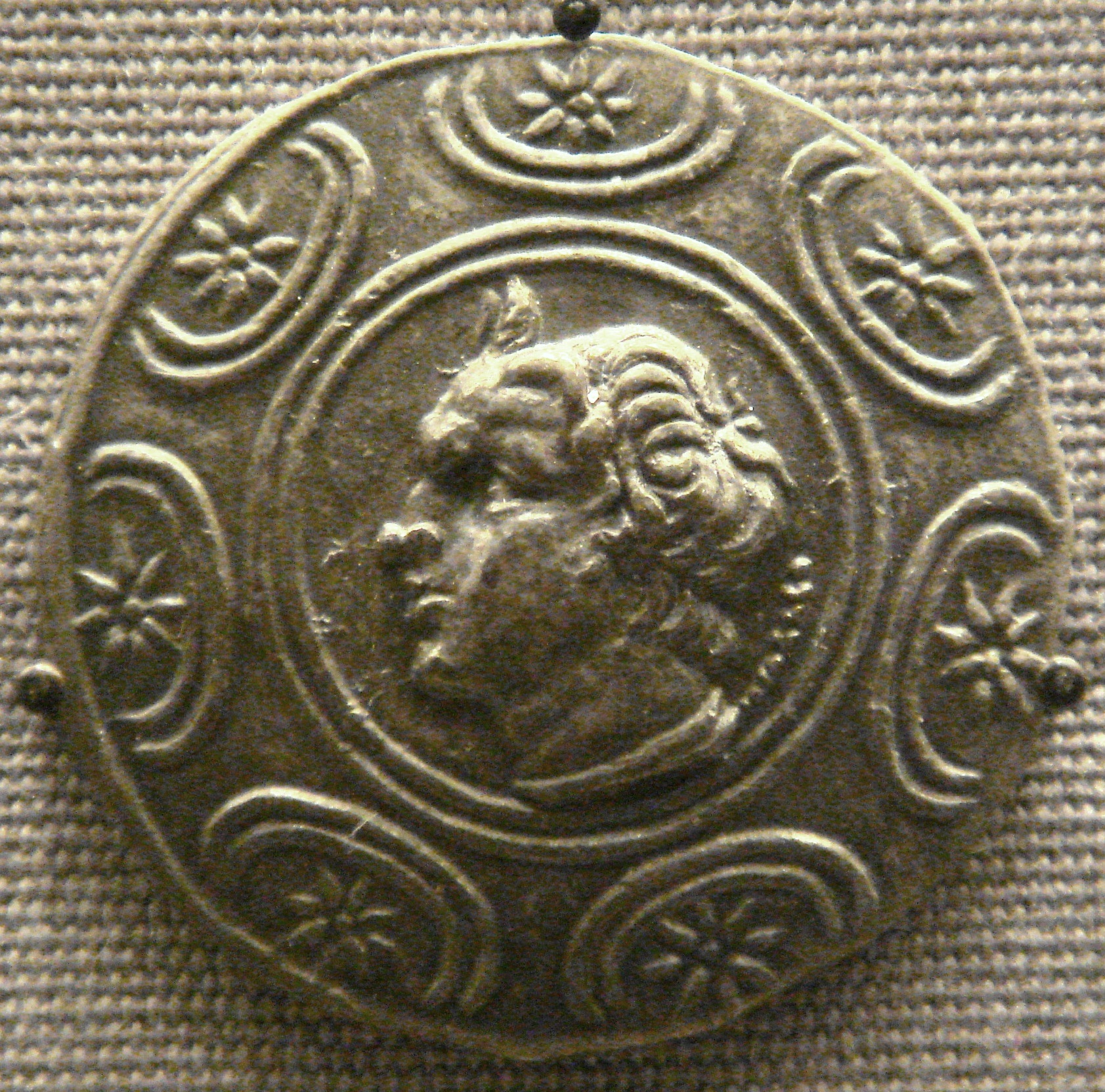
마케도니아의 왕 안티고노스 2세 고나타스(278–239 BCE).
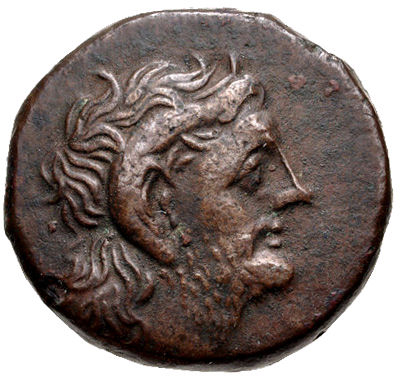
키레네의 왕 마가스(300–258 BCE).
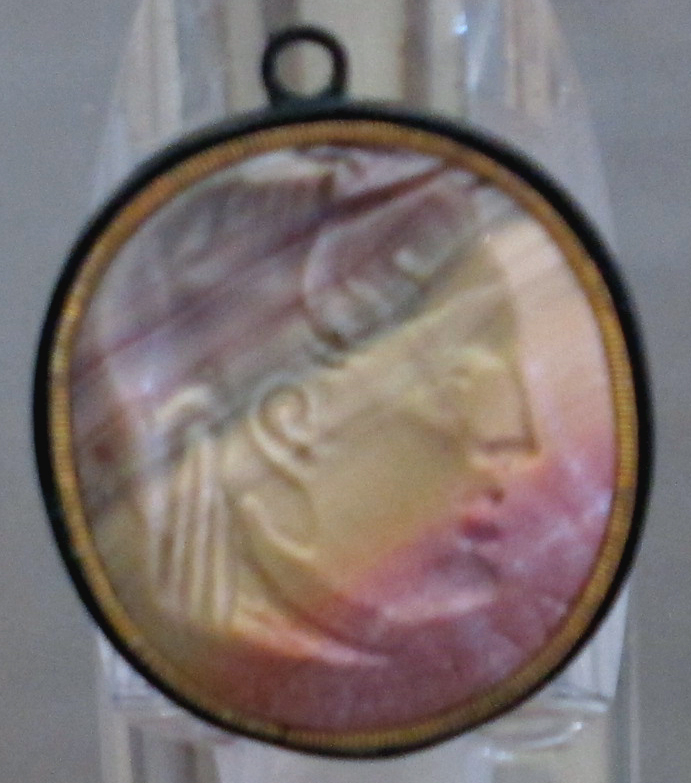
알렉산드로스 2세 에페이로스(272–258 BCE)의 카메오 장식.

사절 파견

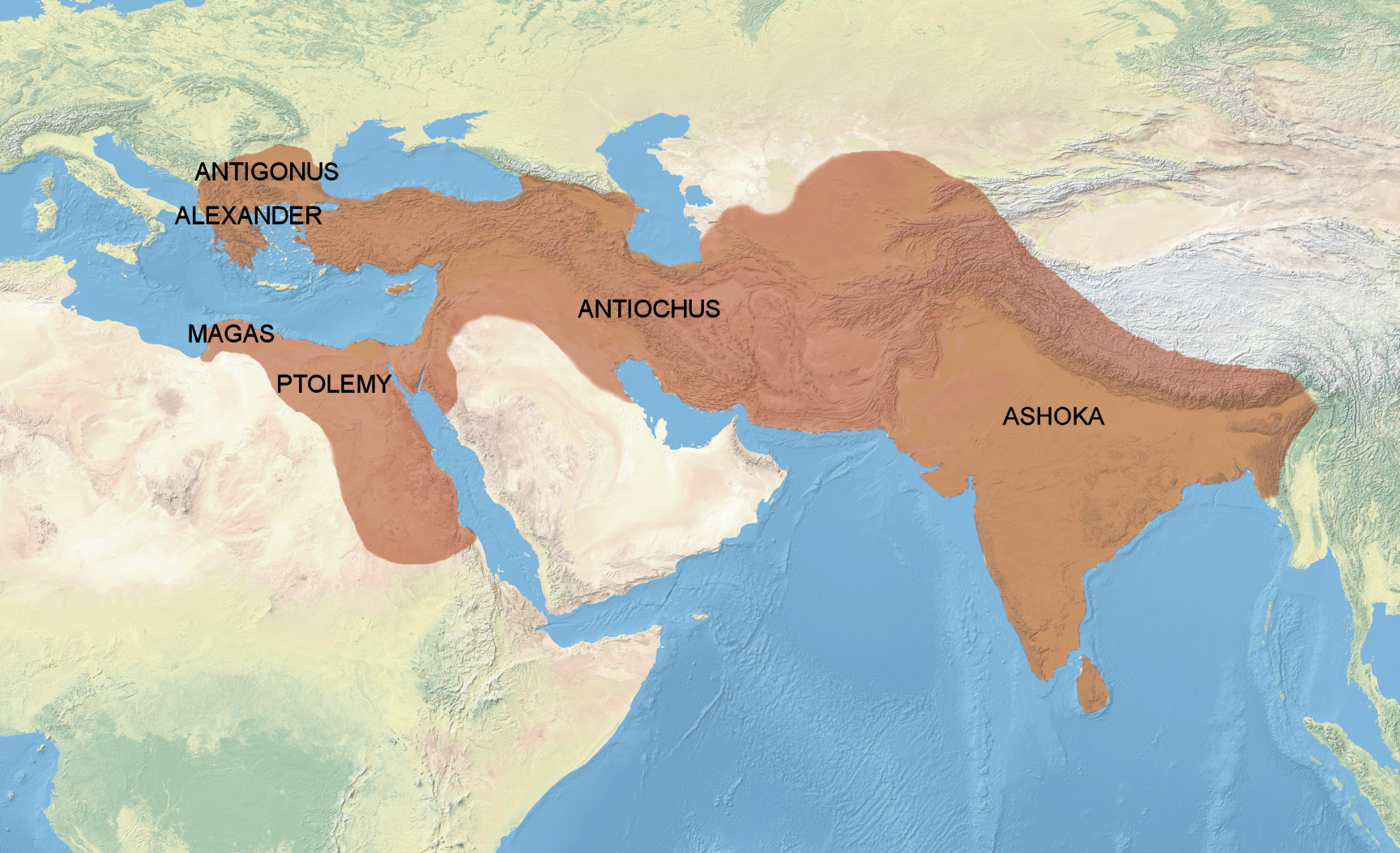
바위 담마칙령 제13호가 전하고 있는, 아소카 재위(260–232 BCE) 당시 '담마'로써 정복한 지역들.

그리스측의 기록에는 아소카 대왕이 그의 석주 속 비문에서 밝힌 바와 같이 그리스 방면으로 파견된 이들 특사단(법대관)이 실제로 받아들여졌는지, 아니면 헬레니즘 세계에 어느 정도의 영향을 끼쳤는지는 명확하지 않다. 그러나 그리스 문자와 그리스 철학적 언어로 된 칙령의 존재는 칸다하르에 존재했던 헬레니즘 공동체가 고도의 정교했음과, 그리스 지식인과 인도 사상 사이에 진정한 의사소통이 이루어졌음을 증명한다. 프랑스의 그리스 및 이집트사 학자 루이스 로버트(Louis Robert)는 인도 문화에 매우 익숙했던 칸다하르 지역의 그리스 교민들이 셀레우키아, 안티오키아, 알렉산드리아, 펠라 또는 키레네에서 차례로 인도 사상을 지중해 세계의 헬레니즘 철학계에 전달했을 가능성이 상당히 높다고 하였다. 그는 아소카의 바위 담마 칙령 제13호에 따라 서부 헬레니즘 지역으로 파견된 유명한 아소카의 전법 사절단이 그 사행 임무를 수행할 충분한 능력을 가진 칸다하르의 그리스인 교민과 칸다하르 주민으로 이루어져 있었다고 주장하였다.
또 다른 문서인 《마하밤사》(XII, 1항)도 아소카 왕의 재위 17년, 제3차 불경 결집 말기에 아소카가 남아시아의 8개 지역과 '요나스의 나라'(그리스)에 불교 포교사를 파견하여 불교를 전파했다고 밝히고 있다.
서양의 존재
전반적으로, 이 무렵부터 서양에 불교 신자들이 있었다는 증거는 매우 미약하다. 그러나 일부 학자들은 헬레니즘 세계, 특히 알렉산드리아에 불교 공동체가 존재하고 있었을 가능성을 지적한다. 1세기 로마의 역사가 디오 크리소스톰(Dio Chrysostum)는 알렉산드리아인에게 쓴 글에서 "너와 함께 볼거리를 보며 매사에 너와 함께 있는 인도인들"(Oratio.XXXII.373)에 대해 언급한다. 프톨레마이오스도 알렉산드리아에는 인도인들이 있었고 알렉산드리아에서는 인도 지식을 익히고 배우는 데에 많은 노력을 기울였다고 한다.(As.Res.III.53). 알렉산드리아의 클레멘스도 알렉산드리아에 살고 있던 인도인의 존재를 언급하였다.
영국의 이집트학자 플린더스 페트리(Flinders Petrie)에 의해 발견된 프톨레마이오스 시대의 비석은 불교의 가르침을 상징하는 법의 수레바퀴(법륜)와 인도 힌두교의 시바 신의 삼지창을 상징하는 트리슐라(Trishula)를 묘사한 무늬가 장식되어 있다.
11세기 이슬람 역사학자 아부 라이한 알 비루니(Abu Rayhan al-Biruni)에 따르면 이슬람의 등장 이전 불교도들이 서아시아의 최전방 시리아까지 존재하고 있었다고 한다.
서구 사상에 끼친 영향

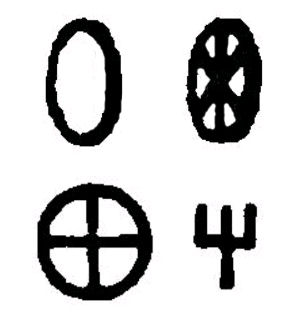
위: 알렉산드리아의 헤론에 따르면 이집트 사원의 바퀴. 아래: 이집트의 프톨레마이오스 비석에 있는 수레바퀴와 트리술라(삼지창) 기호.

리스 데이비스(Rhys Davids) 같은 식민주의 시대 서구 사학자들은 아소카가 말한 '다르마에 의한 정복' 주장을 단순한 아소카의 허영심 탓으로 돌렸고, 그리스인들이 그들의 철학을 구성함에 있어 어떤 식으로든 인도 사상의 영향을 받았을 수 있다는 점에 대해 불신을 표출했다.
그러나 수많은 저자들은 불교와 키레네 학파, 에피쿠로스 학파 사이의 유사성에 주목해 왔다. 그들은 모두 삶의 슬픔에서 벗어나 아타락시아("평등한") 상태를 지향하고 있었다. 키레네의 헤게시아스(Hegesias of Cyrene) 같은 철학자들의 입장은 불교에 가까웠고, 그의 사상들은 고통의 불교 교리를 떠올리게 하는데, 이들은 아소카 대왕이 자신의 석주 속 칙령에서 '다르마(법)으로 교화하여 정복한 곳'인 마가스가 통치하는 키레네에 살고 있었으며, 아소카가 보낸 법대관(전법사)들의 영향을 받았을지도 모른다.
팔레스타인 지역의 에세네파나 알렉산드리아의 테라페아(Therapeutae)와 같은 종교 공동체도 아소카 대왕의 사명을 좇아 불교 수도원주의의 모델을 바탕으로 한 공동체였을 것이다.
반감학자 안드레 뒤퐁-소머(André Dupont-Sommer)는 아소카가 파견한 법대관의 결과에 대해, 인도야말로 유대교 역사에서 약 3세기 동안 강하게 빛났던 이 거대한 수도원의 불을 밝힌 원천이었으며(It is India which would be, according to us, at the beginning of this vast monastic current which shone with a strong brightness during about three centuries in Judaism itself)"라고 말한다. 이러한 영향력은 후대 기독교의 출현에 기여하게 되었다며 이렇게 말하였다. "그렇게 유대교 에세네파의 영향을 받은, 세계의 많은 지역을 매우 빠르고 강력하게 정복하게 될 기독교의 토대는 마련되었다(Thus was prepared the ground on which Christianity, that sect of Jewish origin influenced by the Essenes, which was so quickly and so powerfully to conquer a very large part of the world)."
아소카 영토 내의 개종 권유
인도 내적으로 아소카가 다스리던 왕국령에서는 많은 다른 사람들이 왕의 교화(개종) 대상이었다. 그리스인 공동체도 기원전 323년경 알렉산더 대왕의 정복과 식민지화 노력에 따라 현재 파키스탄, 특히 고대 간다라, 그리고 오늘날 남부 아프가니스탄의 게드로시아 지역에 살고 있었다. 따라서 이러한 공동체는 아소카 통치 기간에도 여전히 중요한 역할을 했던 것으로 보인다. 깜보자(Kambojas)는 중앙아시아 출신 민족으로 아라코시아와 드랑기아나(오늘날의 아프가니스탄 남부), 신두, 구자라트, 쇼비라 등 인도 북서부 아대륙의 일부 지역에 먼저 정착했다. 나브하카스 족과 나브하팜키트 족과 보하스 족과 피티니카 족과 안드라스 족과 팔리다스 족은 아소카 족의 통치하에 다음과 같은 사람들이었다.
마찬가지로 여기, 왕의 영토에서는 즉 요나 사람들, 깜보자, 나바까, 나바빵디, 보자, 삐띠니까, 앙드라, 그리고 뿔리다 사람들 사이에서, 이 모든 곳에서 사람들은 자비로운 왕의 담마의 가르침을 따르고 있다.— 바위 담마칙령 Nb13

## 영향

### 아케메네스 조의 전통

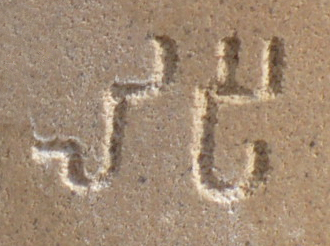
아소카가 자신의 '칙령'을 가리켜 언급할 때 사용한 단어 '리피지(𑀮𑀺𑀧𑀻)'의 브라흐미 문자. (Li=𑀮La+𑀺i; pī=𑀧Pa+𑀻ii).

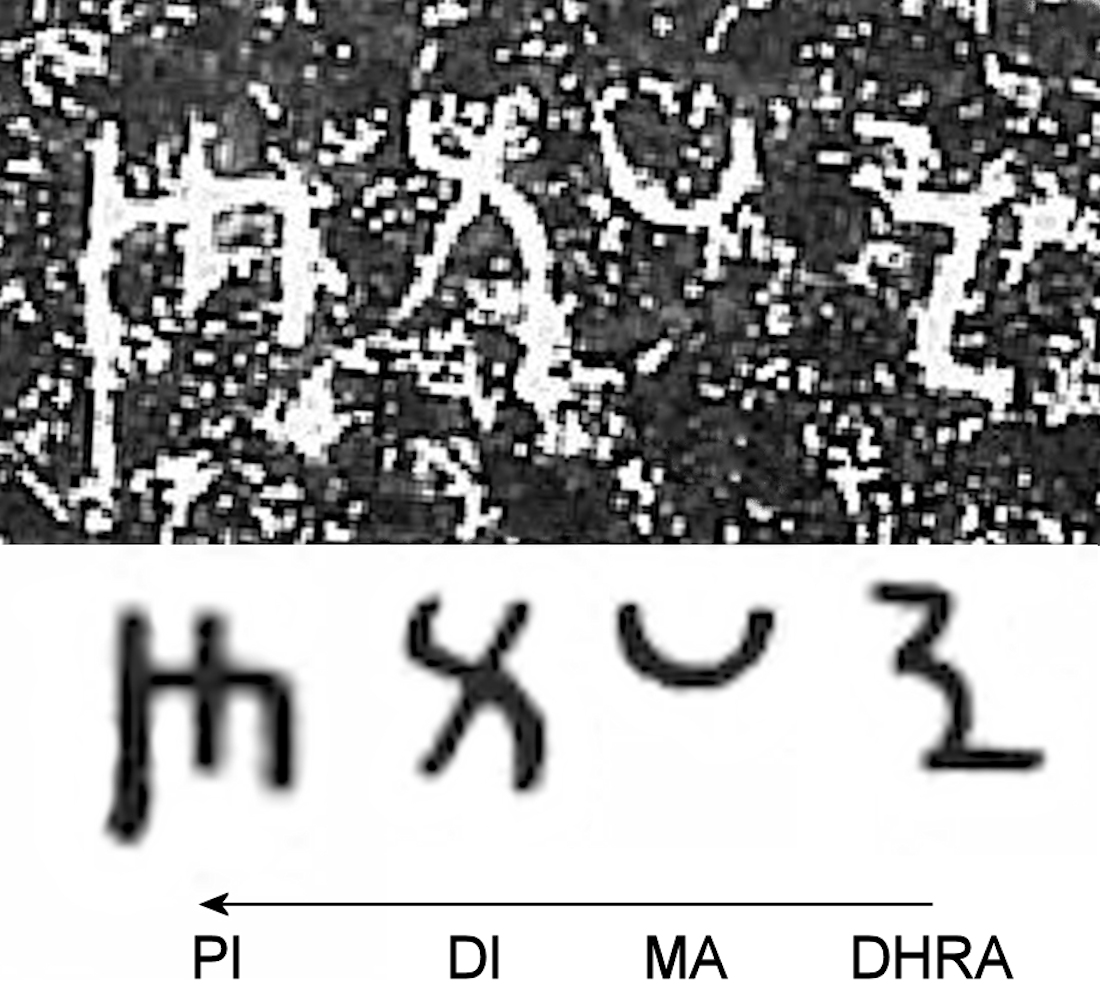
샤바즈가히의 제1 칙령에서 하로스티 대본에 나오는 이 구절의 '담마-디피'(𐨪𐨨𐨡𐨁𐨤𐨁, '법의 묘사')에서처럼 서북부에서도 '디피'라는 페르시아어를 이와 같이 표기하였다. 오른쪽에서 세 번째에는 "Di"라고 쓰여 있고 "Li"라고 쓰여 있지 않다.

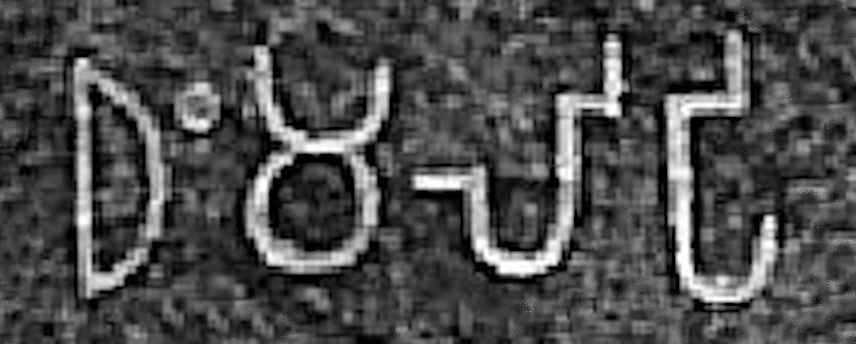
델리-토프라 기둥의 브라흐미 문자로 표기된 '담마 리피(𑀥𑀁𑀫𑀮𑀺𑀧𑀺)'.

아소카의 칙령은 아케메네스 조 비문과의 공식적 유사점, 이란으로부터 전래된 외래어(아람어 비문)의 존재, 바위와 산에 칙령을 새기는 행위(예: 베히스툰 비문) 등 아케메네스 조의 영향을 찾아볼 수 있다.
아소카는 자신의 칙령을 설명하기 위해 리피(Lipī, 𑀮𑀺𑀧𑀺)이라는 단어를 사용했는데, 현대에는 일반적으로 단순히 "쓰기" 또는 "설명"으로 번역되었다. 두 개의 카로슈티 바위 칙령에서 디피(dipi, 𐨡𐨁𐨤𐨁)를 정자로 쓴 '립피(lipi)'라는 낱말로 여겨진다. 이는 옛 페르시아어의 원형 딥피(dipî, 𐎮𐎡𐎱𐎡)에서 유래한 것으로, 다리우스 1세가 베히스툰 비문에서 사용한 "설명"이라는 뜻도 있어 이러한 단어의 수용과 확산을 시사한다.
아소카의 칙령에는 옛 페르시아어 용어에서 빌려 쓴 다른 용어가 있는데, 바위 칙령 4호의 카로슈티 판에는 '니피스타'나 '니페시타'(𐨣𐨁𐨤𐨁𐨯𐨿𐨟, "썼다" 그리고 "쓰도록 하다")가 있는데, 페르세폴리스에 있는 크세르크세스 1세의 다이바 비문에 등장하는 니피슈타(nipištā, '글자'라는 뜻)라는 단어와 관련이 있을 수 있다.

### 그리스 비문
기원전 300년 경에 인접한 도시 아이-카누움(Ai-Khanoum)에서 철학자 솔리의 클리어쿠스(Clearchus of Soli)가 새긴 그리스 7현인의 델픽 격언이 새겨진 비문이 아소카의 저술에 영향을 미쳤을 수도 있다는 주장도 제기되었다. 아이-카누움 중앙 광장에 위치한 이들 그리스어 비문들은 형식과 내용 면에서 아소카의 칙령에 매우 가까운 전통적인 그리스 도덕 규칙을 내세웠다.

### 초기 아라비아 숫자

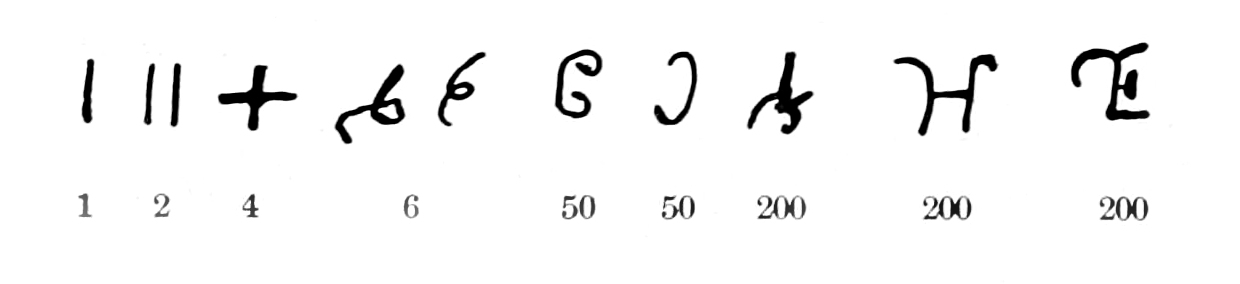
아소카 왕이 그의 칙령에서 사용한 숫자.

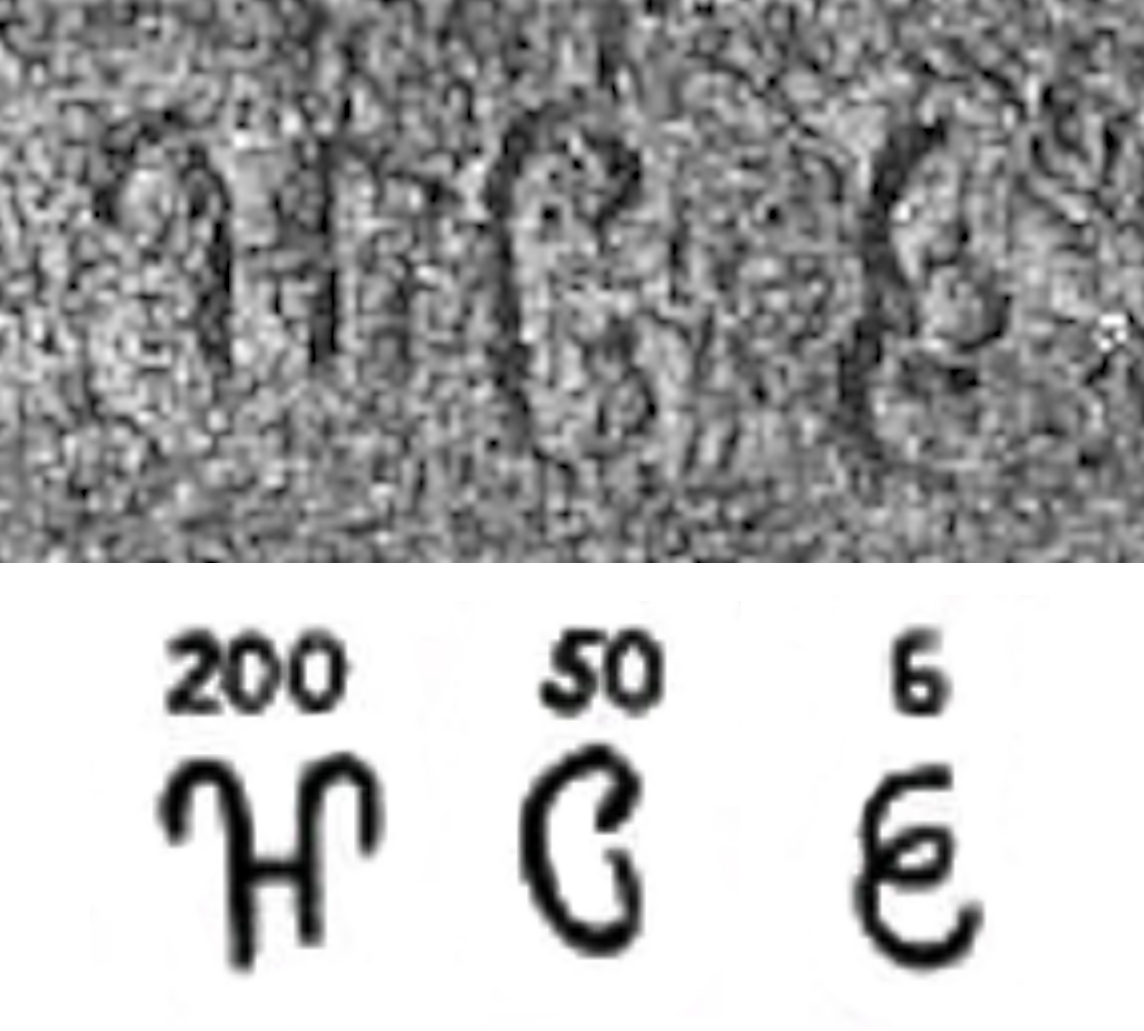
사사람에 있는 아소카의 작은 바위 담마 칙령 제1호에 표기된 숫자 '256'.

인도-아랍 숫자 체계의 첫 번째 예는 아소카 칙령에 사용된 브라흐미 숫자에 나타나 있는데, 그러한 숫자 표기 시스템이 자리를 잡은 것은 아니었고(0은 숫자의 표기 시스템과 함께 훨씬 늦은 6세기 CE에 발명되었다) 수십 개 또는 수백 개의 유닛에 대한 다른 기호를 포함한다. 이 진법 시스템은 나나가트 비문(BCE 1세기), 나식 동굴 비문(CE 2세기)에 더 많은 숫자로 기록되어 오늘날 사용되는 아라비아 숫자와 대체로 유사한 모양을 얻게 된다.
특히 아라비아 숫자 "6"은 아소카 대왕이 "256일 동안 투어를 했다"고 설명했을 때를 언급한 작은 바위 담마 칙령 1호에 나타난다. 6을 표기하는 현대의 기호로의 진화는 다소 간단해 보이는데, 그것은 영어의 필기체 소문자 "e"처럼 한 획으로 쓰여졌고, 점차 획의 윗부분(가운데 찌그러진 부분 위)이 더 휘어지는 반면, 획의 아랫부분(가운데 찌그러린 부분 아래)은 더 곧아졌다. 아랍인들은 이러한 획의 일부를 구불구불하게 아래로 떨어뜨렸다. 거기서부터 현대 숫자 '6'으로의 유럽에서의 진화는 영어의 대문자 G에 더 가까워 보이는 표기와는 별도로 매우 직설적이었다.

### 인도 금석학에 미친 영향

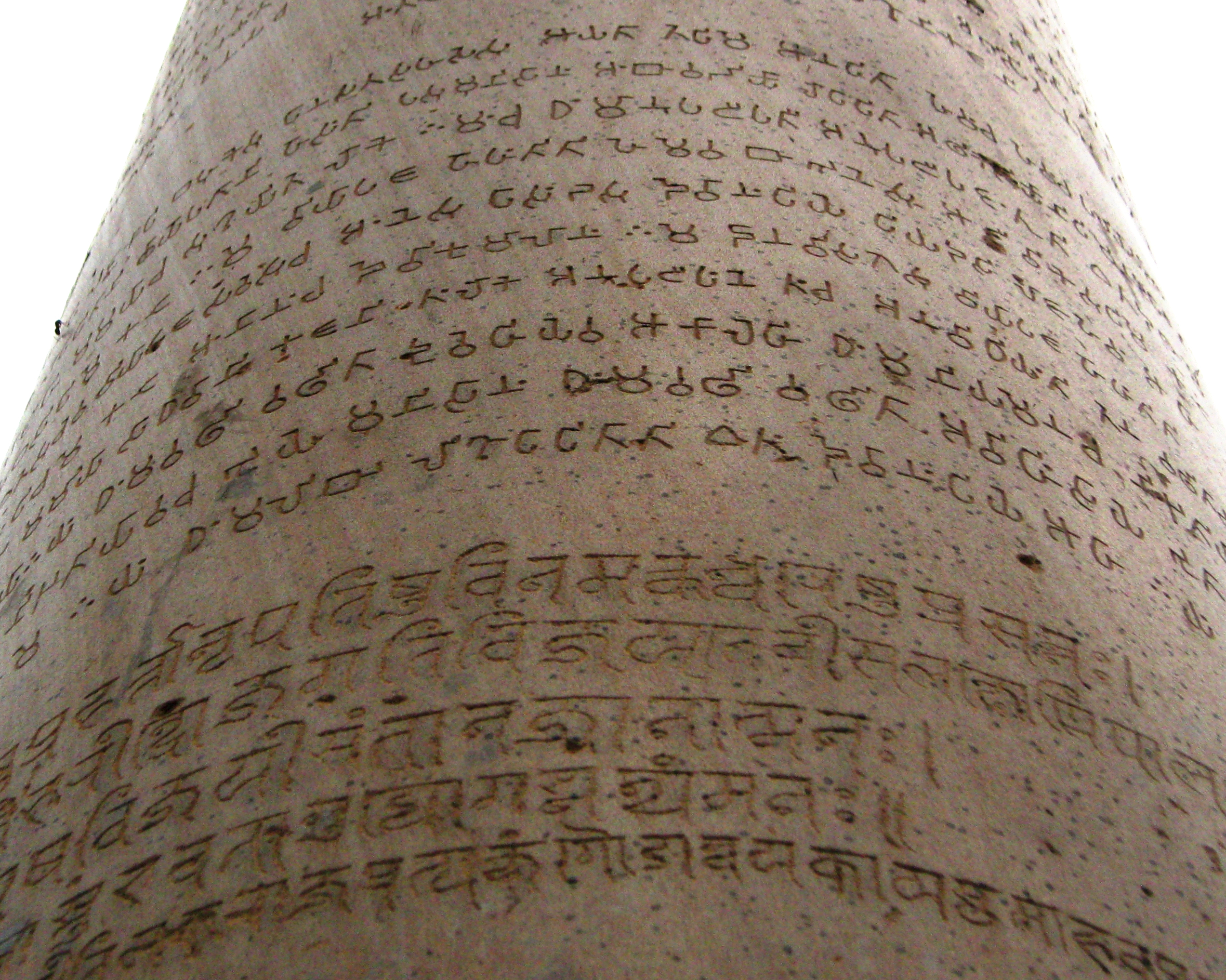
아소카 칙령은 인도 금석학 전통의 시작이 되었다. 1800년 동안 비문은 둘로 나뉘었는데, 기원전 3세기 브라흐미 문자(아소카의 주요 기둥 칙령) 그리고 그 파생어인 16세기 데바나가리 문자(1524년)로, 델리-토프라 기둥에 있는 것이다.

프라크리트어로 쓰여진 아소카의 칙령 비문은 산스크리트어로 쓰여진 비문보다 몇 세기 앞서는데, 아마도 아소카 왕의 비문이 프라크리트어로 준 위대한 위신 때문일 것이다. 루이 레누(Louis Renou)는 이를 "인도 언어학의 위대한 역설"이라고 불렀는데, 프라크리트어가 산스크리트어의 후손으로 여겨지지만 오히려 산스크리트어 비문이 프라크리트어 비문보다 늦게 나타나는 것을 두고 이른 것이다.
아소카는 금석문을 제작한 최초의 인도 통치자였을 것이며, 그렇게 함으로써 그는 인도의 중요한 왕실 비문 전통을 열었다. 산스크리트어로 가장 먼저 알려진 석문은 기원전 1세기부터 브라흐미 문자 안에 있었다. 이 초기 산스크리트 비문으로는 아요디야와 하르트바-고수스 비문이 있다. 비교적 정확한 고전 산스크리트어 및 브라흐미 문자로 작성된 기원전 1세기 경의 다른 중요한 비문으로는 붉은 사암 석판으로 새긴 야바나랴 비문이 있고, 서부 가트의 동굴 쉼터 벽에 새겨진 긴 나네가트 비문이 있다. 기원전 1세기의 이 몇 가지 사례 외에도 초기 산스크리트어 비문의 대부분은 CE 1, 2세기부터 마투라(우타르 프라데시)의 인도-시티아어 북방 사트라프, 구자라트와 마하라슈트라(Maharashtra)의 서부 사트라프에 의해 만들어졌다. 살로몬에 따르면, 인도 북부와 서부의 스키타이 통치자들은 비록 산스크리트어의 창시자는 아니었지만 산스크리트어를 비문에 사용한 촉진자였으며, 산스크리트어를 장려한 그들의 동기는 아마도 합법적인 인도 통치자 또는 적어도 인도화된 통치자로 자리매김하고 교육을 받은 브라흐마니컬 지식인층의 환심을 사기 위한 욕구였을 것이다.
아소카 칙령에서 사용된 브라흐미 문자뿐만 아니라 프라크리트어는 쿠샨 시대에 걸쳐 널리 사용되었고, 굽타 시대인 4세기까지도 이 언어와 문자를 읽을 수 있었다. 그 후로 인도에서는 언어적으로 아소카의 칙령 비문을 읽을 수 없게 만드는 중요한 진화가 이루어졌다. 이것은 여전히 아소카의 칙령이 인도에서 거의 700년 동안 모든 사람들이 보고 이해할 수 있도록 되어 있었음을 의미하며, 그들이 그만큼 오랫동안 상당한 영향력을 유지했음을 암시한다.

## 저자에 관한 질문
미국 인디애나 대학교 중앙유라시아학과 교수 크리스토퍼 벡위스(Christopher I. Beckwith)와 같은 몇몇 학자들에 따르면, 작은 바위 담마 칙령에만 등장하는 '아소카'라는 이름은 통치자로써의 삐야다시 또는 데바남삐야 삐야다시(예: '신들의 피야다시' 또는 '신들의 신들'은 '왕'에게 꽤 널리 사용되는 호칭이다)는 돌기둥 담마 칙령과 바위 담마 칙령의 저자로 이름 붙여진 사람들이다.
벡위드는 불교나 부처가 주요 칙령 뿐 아니라 작은 칙령에도 언급되어 있다는 사실을 강조한다. 또한 작은 담마 칙령(바이라트 작은 칙령 제3호 불교의 정설문, 니갈리 사가 작은 칙령에서 과거불의 하나인 까나까무니 즉 구나함불에 대한 언급 등)에 기술된 불교의 개념은 2세기경 사카쿠샨 시대의 '규범불교'의 특징을 더 잘 나타내고 있다.
이 비문의 언급은 삐야다시와 아소카가 서로 다른 두 통치자였음을 암시할 수 있다는 것이다. 벡위스에 따르면, 삐야다시는 기원전 3세기에 살고 있었고 그리스인들에게는 아미트로치테스(Amitrochates)로 알려진 찬드라굽타 마우리아의 아들이며, 불교, 부처, 승가 등은 전혀 언급하지 않고 자신의 주요 기둥 칙령과 주요 바위 칙령에서 오직 경건함만을 옹호하고 있었다.
그러나 그가 삼보디 순례(부다가야, 8번 작은 담마 칙령)를 언급하고 있기 때문에, 그는 "초기, 경건, 대중적" 형태의 불교를 고수했을지도 모른다고 하였다. 또한 그의 비문의 지리적 확산은 피야다시가 서양의 셀레우코스 제국과 인접하여 광대한 제국을 통치했음을 보여준다는 것이다.
반대로 벡위스에 따르면 아소카 본인은 1-2세기경의 후기 왕으로, 그 이름은 작은 바위 담마 칙령에만 명시적으로, 작은 돌기둥 담마 칙령에는 암시적으로 나타나며 부처와 승가를 언급하여 불교를 명시적으로 선전하였으며 후대에 좀더 체계적인 불교 신앙을 전파할 목적으로 '데바남프리야 아소카'라는 이름을 가진 미지의 통치자가 등장했거나 어쩌면 그러한 통치자의 존재가 창작되었을지도 모른다고 보았다. 그의 비문은 매우 다르고 훨씬 작은 지리적 영역을 덮고 있으며, 중앙 인도에서 군집하고 있다. 벡위스에 따르면, 이 후기 아소카의 비문은 천년기의 비문과 간드하리 필사본, 그리고 쿠샨 제국 무렵의 것으로 잘 증명된 후기 형태의 "규범 불교"의 전형이었고 이 아소카의 비문의 질은 초기의 피야다시의 비문의 질보다 현저하게 낮다는 것이다.
그러나 초기 불교, 금석문, 고고학적 유적지에 관한 벡위스의 방법론과 해석의 많은 부분이 로잔 대학교 명예교수이자 초기 불교 전문가인 요하네스 브론코르스트(Johannes Bronkhorst), 스리랑카의 역사학자이자 고전학자 오스먼드 보파라치(Osmund Bopearachchi) 등 다른 학자들로부터 비판을 받아왔다.

## 같이 보기
- 아소카의 기둥
- 그리스 불교
- 캄보자

## 참고 문헌
- 일아 지음 《민족사학술총서63 아소까(Asoka)각문(刻文)과 역사적 연구》 민족사, 2009

### 내용주
1. ↑  아쇼카 자신의 비문에 의하면 "재가 불제자가 된 지 2년 반" 즉, 아쇼카 자신이 전쟁의 참상을 느끼고 불교에 점진적으로 귀의하는 계기가 되었던 재위 8년의 칼링가 정복에서 돌아오고 적어도 2년 6개월 후의 일이다.
2. ↑  타밀 지역을 지배하던 아티야만 네두만 안치(Athiyamān Nedumān Añci)로 추정된다.
3. ↑  오늘날의 인도 서남부에 위치하는 케랄라(Kerala) 주의 프라크리트어 표기.
4. ↑  예를 들어 Hultzsch에 따르면 샤바즈가리(또는 만세흐라)의 제1칙령의 제1행에서 "(Ayam) Dhrama-dipi Devanapriyasa Raño likhapitu" ("이 담마 칙령들은 데바나프리야 왕 아소카에 의해 쓰여졌다" 《Inscriptions of Asoka. New Edition by E. Hultzsch》 (산스크리트어). 1925. 51쪽.)라고 하였다.
이는 훌츠슈가 샤바즈가리 제1칙령 제1행의 카로슈티 탁본에서 나타난다.
5. ↑  예를 들어 Column IV, Line 89}}

### 참조주
1. 1 2  (영어) Burjor Avari, 《India: The Ancient Past》, Routledge, p.113. ISBN 0-415-35615-6
2. ↑  Phuoc 2009, 30쪽.
3. ↑  Singh, Upinder (2008). 《A History of Ancient and Early Medieval India: From the Stone Age to the 12th Century》 (영어). Pearson Education India. 351쪽. ISBN 9788131711200.
4. ↑  “The Ashokan rock edicts are a marvel of history”.
5. ↑  “The Ashokan rock edicts are a marvel of history”. 2018년 9월 6일에 원본 문서에서 보존된 문서. 2017년 10월 27일에 확인함.
6. ↑  Thapar, Romila (2012년 6월 1일), “The Decline of the Mauryas”, 《Aśoka and the Decline of the Mauryas》 (Oxford University Press), 247–266쪽, doi:10.1093/acprof:oso/9780198077244.003.0031, ISBN 978-0-19-807724-4, 2025년 1월 22일에 확인함
7. 1 2  Malalasekera, Gunapala Piyasena (1990). 《Encyclopaedia of Buddhism》 (영어). Government of Ceylon. 16쪽.
8. 1 2  Salomon, Richard (1998). 《Indian Epigraphy: A Guide to the Study of Inscriptions in Sanskrit, Prakrit, and the other Indo-Aryan Languages》 (영어). Oxford University Press. 208쪽. ISBN 9780195356663.
9. ↑  《Journal of the Asiatic Society of Bengal.》. Calcutta : Printed at the Baptist Mission Press [etc.] 1838.
10. ↑  Salomon, Richard (1998). 《Indian Epigraphy: A Guide to the Study of Inscriptions in Sanskrit, Prakrit, and the other Indo-Aryan Languages》 (영어). Oxford University Press. 204–206쪽. ISBN 9780195356663.
11. 1 2 3  Ray, Himanshu Prabha (2017). 《Buddhism and Gandhara: An Archaeology of Museum Collections》 (영어). Taylor & Francis. 181쪽. ISBN 9781351252744.
12. ↑  More details about Buddhist monuments at Sanchi 보관됨 21 7월 2011 - 웨이백 머신, Archaeological Survey of India, 1989.
13. ↑  《Journal of the Asiatic Society of Bengal.》. Calcutta : Printed at the Baptist Mission Press [etc.] 1838. 219–285쪽.
14. ↑  Prinsep, J (1837). “Interpretation of the most ancient of inscriptions on the pillar called lat of Feroz Shah, near Delhi, and of the Allahabad, Radhia and Mattiah pillar, or lat inscriptions which agree therewith”. 《Journal of the Asiatic Society》 6: 566–609.
15. ↑  Prinsep, J. (1837). “Further elucidation of the lat or Silasthambha inscriptions from various sources”. 《Proceedings of the Asiatic Society of London》: 790–797.
16. ↑  Prinsep, J. (1837). “Note on the Facsimiles of the various Inscriptions on the ancient column at Allahabad, retaken by Captain Edward Smith, Engineers.”. 《Proceedings of the Asiatic Society of Bengal》 6: 963–980.
17. 1 2  Mirsky, Jeannette (1998). 《Sir Aurel Stein: Archaeological Explorer》 (영어). University of Chicago Press. 92–93쪽. ISBN 9780226531779.
18. ↑  Salomon, Richard (1998). 《Indian Epigraphy: A Guide to the Study of Inscriptions in Sanskrit, Prakrit, and the Other Indo-Aryan Languages》 (영어). Oxford University Press, USA. 209–215쪽. ISBN 9780195099843.
19. ↑  Roy Sourindranath, The Story of Indian Archaeology, 1784-1947, ASI, New Delhi, 1961, p.26.
20. 1 2 3  Kulkarni, S. D. (1990). “Inscriptions of Ashoka: A Reappraisal”. 《Annals of the Bhandarkar Oriental Research Institute》 71 (1/4): 305–309. JSTOR 41693531.
21. ↑  India: An Archaeological History: Palaeolithic Beginnings to Early ... by Dilip K. Chakrabarty p. 395
22. ↑  Inscriptions Of Asoka, E.Hultzsch, 1925
23. ↑  Valeri P. Yailenko Les maximes delphiques d'Aï Khanoum et la formation de la doctrine du dharma d'Asoka Dialogues d'histoire ancienne vol.16 n°1, 1990, p.243
24. ↑  John Irwin, "The True Chronology of Aśokan Pillars" 보관됨 2018-04-30 - 웨이백 머신, in:Artibus Asiae, Vol. 44, No. 4 (1983), p. 247-265
25. ↑  Minor Rock Edict 1
26. ↑  《The Cambridge Shorter History of India》 (영어). CUP Archive. 42쪽.
27. ↑  Gupta, Subhadra Sen (2009). 《Ashoka》 (영어). Penguin UK. 13쪽. ISBN 9788184758078.
28. ↑  Sircar, D. C. (1979). 《Asokan studies》.
29. ↑  Inscriptions of Asoka by DC Sircar p.32-22
30. 1 2 3 4 5 6 7 8 9 10 11 12 13 14 15 16 17  Romila Thapar (1997). “Asoka and the Decline of the Mauryas” (PDF). Delhi: Oxford University Press. 2017년 5월 17일에 원본 문서 (PDF)에서 보존된 문서. 2018년 7월 12일에 확인함.
31. 1 2  The True Chronology of Aśokan Pillars, John Irwin, Artibus Asiae, Vol. 44, No. 4 (1983), pp. 264
32. 1 2  Irwin, John (1983). “The True Chronology of Aśokan Pillars”. 《Artibus Asiae》 44 (4): 250&264. JSTOR 3249612.
33. 1 2  Yailenko, Valeri P. (1990). “Les maximes delphiques d'Aï Khanoum et la formation de la doctrine du dhamma d'Asoka”. 《Dialogues d'Histoire Ancienne》 (프랑스어) 16: 239–256. doi:10.3406/dha.1990.1467.
34. ↑  “This excerpt from a new book demolishes Emperor Ashoka's reputation as a pacifist”. 2016년 8월 5일.
35. ↑  “The Edicts of King Ashoka”. 2007년 3월 14일에 원본 문서에서 보존된 문서. 2007년 3월 15일에 확인함.
36. ↑  Une nouvelle inscription grecque d'Açoka, Schlumberger, Daniel, Comptes rendus des séances de l'Académie des Inscriptions et Belles-Lettres Année 1964 Volume 108 Numéro 1 pp. 126-140
37. ↑  "Fourteen Major Rock Edicts have been discovered at seven places along the borders of the territory that Asoka controlled" Hirakawa, Akira (1993). 《A History of Indian Buddhism: From Śākyamuni to Early Mahāyāna》 (영어). Motilal Banarsidass. 96쪽. ISBN 9788120809550.
38. ↑  Thapar, Romila (2012). 《Aśoka and the Decline of the Mauryas》 (영어). Oxford University Press. 90쪽. ISBN 9780199088683.
39. ↑  Inscriptions of Asoka de D.C. Sircar p.30
40. ↑  Handbuch der Orientalistik de Kurt A. Behrendt p.39
41. ↑  Irwin, John (1983). “The True Chronology of Aśokan Pillars”. 《Artibus Asiae》 44 (4): 247–265. doi:10.2307/3249612. JSTOR 3249612.
42. ↑  Irwin, John (1975). “'Aśokan' Pillars: A Re-Assessment of the Evidence - III: Capitals”. 《The Burlington Magazine》 117 (871): 631–643. JSTOR 878154.
43. ↑  Hirakawa, Akira (1993). 《A History of Indian Buddhism: From Śākyamuni to Early Mahāyāna》 (영어). Motilal Banarsidass. 96쪽. ISBN 9788120809550.
44. ↑  A Global History of Architecture, Francis D. K. Ching, Mark M. Jarzombek, Vikramaditya Prakash, John Wiley & Sons, 2017 p.570ff
45. ↑  Buddhist Architecture, Huu Phuoc Le p.240
46. ↑  Allen, Charles (2012). 《Ashoka: The Search for India's Lost Emperor》 (영어). Little, Brown Book Group. 133쪽. ISBN 9781408703885.
47. ↑  The True Chronology of Aśokan Pillars, John Irwin, Artibus Asiae, Vol. 44, No. 4 (1983), pp. 247-265
48. ↑  Salomon, Richard (1998). 《Indian Epigraphy: A Guide to the Study of Inscriptions in Sanskrit, Prakrit, and the other Indo-Aryan Languages》 (영어). Oxford University Press. 73–76쪽. ISBN 9780195356663.
49. 1 2  Salomon, Richard (1998). 《Indian Epigraphy: A Guide to the Study of Inscriptions in Sanskrit, Prakrit, and the other Indo-Aryan Languages》 (영어). Oxford University Press. 72쪽. ISBN 9780195356663.
50. ↑  Une nouvelle inscription grecque d'Açoka, Schlumberger, Daniel, Comptes rendus des séances de l'Académie des Inscriptions et Belles-Lettres Année 1964 Volume 108 Numéro 1 pp. 136-140
51. ↑  A Sourcebook of Indian Civilization published by Niharranjan Ray, Brajadulal Chattopadhyaya p. 592
52. ↑  “The Life Of Ashoka Mauryan - His legacyb”. 2007년 4월 5일에 원본 문서에서 보존된 문서. 2007년 3월 15일에 확인함.
53. ↑  Hiltebeitel, Alf (2011). 《Dharma: Its Early History in Law, Religion, and Narrative》 (영어). Oxford University Press, USA. 36–37쪽. ISBN 9780195394238.
54. ↑  Romila Thapar (1997). “Asoka and the Decline of the Mauryas” (PDF). Delhi: Oxford University Press. 2017년 5월 17일에 원본 문서 (PDF)에서 보존된 문서. 2018년 7월 12일에 확인함.
55. ↑  Chakravarti, Monmohan (1906). “Animals in the inscriptions of Piyadasi”. 《Memoirs of the Asiatic Society of Bengal》 1 (17): 361–374.
56. 1 2  Rangarajan, M. (2001) India's Wildlife History, p. 8.
57. ↑  Singh, Upinder (2008). 《A History of Ancient and Early Medieval India: From the Stone Age to the 12th Century》 (영어). Pearson Education India. 333쪽. ISBN 9788131711200.
58. ↑  Singh, Upinder (2017). 《Political Violence in Ancient India》 (영어). Harvard University Press. 162쪽. ISBN 9780674975279.
59. ↑  King Asoka and Buddhism, Edited by Anuradha Seneviratna, p.44
60. ↑  《Inscriptions of Asoka. New Edition by E. Hultzsch》 (산스크리트어). 1925. 174쪽.
61. ↑  《Inscriptions of Asoka. New Edition by E. Hultzsch》 (산스크리트어). 1925. 165쪽.
62. ↑  Lahiri, Nayanjot (2015). 《Ashoka in Ancient India》 (영어). Harvard University Press. 237쪽. ISBN 9780674057777.
63. 1 2 3 4 5 6 7 8 9 10  Kosmin, Paul J. (2014). 《The Land of the Elephant Kings》 (영어). Harvard University Press. 57쪽. ISBN 9780674728820.
64. ↑  《Inscriptions of Asoka. New Edition by E. Hultzsch》 (산스크리트어). 1925. 3쪽.
65. ↑  Kumar, Raj (2003). 《Essays on Indian Society》 (영어). Discovery Publishing House. 68쪽. ISBN 9788171417100.
66. ↑  Filliozat, Jean (1974). 《Laghu-Prabandhāḥ.》 (프랑스어). Brill Archive. 341쪽. ISBN 978-9004039148.
67. ↑  Hultzsch, E. /1925). Inscriptions of Asoka. Oxford: Clarendon Press, pp. 164–165
68. ↑  Hultzsch, E. (1925). Inscriptions of Asoka. Oxford: Clarendon Press, pp. 164–165
69. ↑  Hultzsch, E. (1925). 《Inscriptions of Asoka. New Edition by E. Hultzsch》 (산스크리트어). 164쪽.
70. ↑  Sadasivan, S. N. (2000). 《A Social History of India》 (영어). APH Publishing. ISBN 9788176481700.
71. ↑  Heinz, Carolyn Brown; Murray, Jeremy A. (2018). 《Asian Cultural Traditions: Second Edition》 (영어). Waveland Press. 166쪽. ISBN 9781478637646.
72. ↑  Bozeman, Adda BrÃ¼mmer. 《Politics and culture in international history》 (영어). Transaction Publishers. 126쪽. ISBN 9781412831321.
73. ↑  S. Dhammika, The Edicts of King Ashoka The Fourteen Rock Edicts/13
74. ↑  《Inscriptions of Asoka. New Edition by E. Hultzsch》 (산스크리트어). 1925. 46쪽.
75. 1 2 3 4 5 6  Thomas Mc Evilly "The shape of ancient thought", Allworth Press, New York, 2002, p. 368.
76. ↑  Lahiri, Nayanjot (2015). 《Ashoka in Ancient India》 (영어). Harvard University Press. 25쪽. ISBN 9780674057777.
77. ↑  Lahiri, Nayanjot (2015). 《Ashoka in Ancient India》 (영어). Harvard University Press. 173쪽. ISBN 9780674057777.
78. 1 2 3  Une nouvelle inscription grecque d'Açoka [article], Schlumberger, Daniel, Comptes rendus des séances de l'Académie des Inscriptions et Belles-Lettres Année 1964 p.139
79. ↑  Mahavamsa. “Chapter XII”. 《lakdiva.org》.
80. ↑  Jermsawatdi, Promsak (1979). 《Thai Art with Indian Influences》. Abhinav Publications. 10–11쪽. ISBN 9788170170907.
81. ↑  Heirman, Ann; Bumbacher, Stephan Peter (2007). 《The Spread of Buddhism》 (영어). BRILL. 148–149쪽. ISBN 978-9004158306.
82. 1 2 3  Thomas Mc Evilly "The shape of ancient thought", Allworth Press, New York, 2002, p. 383.
83. ↑  "For I behold among you, not merely Greeks and Italians and people from neighbouring Syria, Libya, Cilicia, nor yet Ethiopians and Arabs from more distant regions, but even Bactrians and Scythians and Persians and a few Indians, and all these help to make up the audience in your theatre and sit beside you on each occasion" “LacusCurtius • Dio Chrysostom — Discourse 32”. 《penelope.uchicago.edu》 (영어).
84. ↑  Sugirtharajah, R. S. (2013). 《The Bible and Asia》 (영어). Harvard University Press. 48쪽. ISBN 9780674726468.
85. ↑  Thomas Mc Evilly "The shape of ancient thought", Allworth Press, New York, 2002, p. 383, quoting As.Res.III 《Asiatic Researches Or Transactions Vol. 3》. 1799. 297쪽.
86. ↑  Dayal, Har (1999). 《The Bodhisattva Doctrine in Buddhist Sanskrit Literature》 (영어). Motilal Banarsidass. 41쪽. ISBN 9788120812574.
87. ↑  Simpson, William (1898). “The Buddhist Praying Wheel”. 《Journal of the Royal Asiatic Society》 30 (4): 875. doi:10.1017/S0035869X00146659. JSTOR 25208047. Apud William Woodthorpe Tarn (1951). 《The Greeks in Bactria and India》 2판. Cambridge: University Press. 370쪽.
88. ↑  Skilton, Andrew (2013). 《Concise History of Buddhism》 (영어). Windhorse Publications. 196쪽. ISBN 9781909314122.
89. ↑  “Compareti - Buddhist Activity in Pre-Islamic Persia - Transoxiana 12”. 《www.transoxiana.org》.
90. 1 2  William Simpson (1898). “The Buddhist Praying Wheel”. 《Journal of the Royal Asiatic Society》 30 (4): 875. doi:10.1017/S0035869X00146659. JSTOR 25208047.
91. ↑  Lahiri, Nayanjot (2015). 《Ashoka in Ancient India》 (영어). Harvard University Press. 341 Note 43쪽. ISBN 9780674057777.
92. ↑  Scharfstein, Ben-Ami (1998). 《A Comparative History of World Philosophy: From the Upanishads to Kant》 (영어). SUNY Press. 202쪽. ISBN 9780791436837.
93. ↑  Cooper, David E.; James, Simon P. (2017). 《Buddhism, Virtue and Environment》 (영어). Routledge. 105쪽. ISBN 9781351954310.
94. 1 2  Berenice II and the Golden Age of Ptolemaic Egypt, Dee L. Clayman, Oxford University Press, 2014, p.33
95. ↑  "The philosopher Hegesias of Cyrene (nicknamed Peisithanatos, "The Death-Persuader") was contemporary of Magas and was probably influenced by the teachings of the Buddhist missionaries to Cyrene and Alexandria. His influence was such that he was ultimately prohited to teach" —Jean-Marie Lafont . Les Dossiers d'Archéologie (254): 78, INALCO
96. ↑  Éric Volant, Culture et mort volontaire, quoted in
97. ↑  Historical Dictionary of Ancient Greek Philosophy, Anthony Preus, Rowman & Littlefield, 2015, p.184
98. ↑  Bhandarkar, Devadatta Ramkrishna; Bhandarkar, R. G. (2000). 《Asoka》 (영어). Asian Educational Services. 165쪽. ISBN 9788120613331.
99. 1 2  Nakamura, Hajime (1987). 《Indian Buddhism: A Survey with Bibliographical Notes》 (영어). Motilal Banarsidass. 95쪽. ISBN 9788120802728.
100. ↑  Essénisme et Bouddhisme, André Dupont-Sommer, Comptes rendus des séances de l'Académie des Inscriptions et Belles-Lettres Year 1980 124-4 pp.704-715
101. ↑  "C'est l'Inde qui serait, selon nous, au départ de ce vaste courant monastique qui brilla d'un vif éclat durant environ trois siècles dans le judaïsme même" in Essénisme et Bouddhisme, André Dupont-Sommer, Comptes rendus des séances de l'Académie des Inscriptions et Belles-Lettres Year 1980 124-4 pp. 698-715 p.710-711
102. ↑  "Ainsi s'était préparé le terrain où prit naissance le Christianisme, cette secte d'origine juive, essénienne ou essénisante, qui devait si vite et si puissamment conquérir une très grande partie du monde."in Essénisme et Bouddhisme, Dupont-Sommer, André, Comptes rendus des séances de l'Académie des Inscriptions et Belles-Lettres Year 1980 124-4 pp. 698-715 p.715
103. ↑  《Inscriptions of Asoka. New Edition by E. Hultzsch》 (산스크리트어). 1925. 51쪽.
104. ↑  Sagar, Krishna Chandra (1992). 《Foreign Influence on Ancient India》 (영어). Northern Book Centre. 39쪽. ISBN 9788172110284.
105. ↑  "Ashoka" in Encyclopaedia Iranica
106. ↑  Hultzsch, E. (1925). 《Corpus Inscriptionum Indicarum v. 1: Inscriptions of Asoka》. Oxford: Clarendon Press. xlii쪽.
107. ↑  Sharma, R. S. (2006). 《India's Ancient Past》 (영어). Oxford University Press. 163쪽. ISBN 9780199087860.
108. ↑  "The word dipi appears in the Old Persian inscription of Darius I at Behistan (Column IV. 39) having the meaning inscription or "written document" in Indian History Congress (2007). 《Proceedings - Indian History Congress》 (영어). 90쪽.
109. ↑  de Voogt, Alexander J.; Finkel, Irving L. (2010). 《The Idea of Writing: Play and Complexity》 (영어). BRILL. 209쪽. ISBN 978-9004174467.
110. ↑  Erskine, Andrew (2009). 《A Companion to the Hellenistic World》 (영어). John Wiley & Sons. 421쪽. ISBN 9781405154413.
111. 1 2  Valeri P. Yailenko, Les maximes delphiques d'Aï Khanoum et la formation de la doctrine du dharma d'Asoka, Dialogues d'histoire ancienne, Vol. 16, No.1, 1990 pp.239-256
112. ↑  Henk Singor, Leiden University King Ashoka's Philanthropia 보관됨 2016-04-28 - 웨이백 머신
113. ↑  Hollingdale, Stuart (2014). 《Makers of Mathematics》 (영어). Courier Corporation. 95–96쪽. ISBN 9780486174501.
114. ↑  Publishing, Britannica Educational (2009). 《The Britannica Guide to Theories and Ideas That Changed the Modern World》 (영어). Britannica Educational Publishing. 64쪽. ISBN 9781615300631.
115. ↑  Katz, Victor J.; Parshall, Karen Hunger (2014). 《Taming the Unknown: A History of Algebra from Antiquity to the Early Twentieth Century》 (영어). Princeton University Press. 105쪽. ISBN 9781400850525.
116. ↑  Pillis, John de (2002). 《777 Mathematical Conversation Starters》 (영어). MAA. 286쪽. ISBN 9780883855409.
117. ↑  Georges Ifrah, The Universal History of Numbers: From Prehistory to the Invention of the Computer transl. David Bellos et al. London: The Harvill Press (1998): 395, Fig. 24.66
118. 1 2  Singor, Henk (2014). 《King Ashoka's Philanthropia》 (PDF). 4쪽. 2016년 4월 28일에 원본 문서 (PDF)에서 보존된 문서. 2020년 6월 4일에 확인함.
119. 1 2 3 4  Salomon 1998, 86–87쪽. harv error: 여러 대상 (5×): CITEREFSalomon1998 (help)
120. ↑  Theo Damsteegt (1978). 《Epigraphical Hybrid Sanskrit》. Brill Academic. 209–211쪽.
121. ↑  Sonya Rhie Quintanilla (2007). 《History of Early Stone Sculpture at Mathura: Ca. 150 BCE - 100 CE》. BRILL Academic. 254–255쪽. ISBN 978-90-04-15537-4.
122. ↑  Salomon 1998, 87 with footnotes쪽. harv error: 여러 대상 (5×): CITEREFSalomon1998 (help)
123. ↑  Salomon 1998, 93쪽. harv error: 여러 대상 (5×): CITEREFSalomon1998 (help)
124. ↑  Beckwith, Christopher I. (2015). 《Greek Buddha: Pyrrho's Encounter with Early Buddhism in Central Asia》 (영어). Princeton University Press. 242쪽. ISBN 9781400866328.
125. 1 2 3 4 5 6 7 8 9  Beckwith, Christopher I. (2017). 《Greek Buddha: Pyrrho's Encounter with Early Buddhism in Central Asia》 (영어). Princeton University Press. 226–250쪽. ISBN 978-0-691-17632-1.
126. 1 2 3  Beckwith, Christopher I. (2015). 《Greek Buddha: Pyrrho's Encounter with Early Buddhism in Central Asia》 (영어). Princeton University Press. 238쪽. ISBN 9781400866328.
127. ↑  Beckwith, Christopher I. (2015). 《Greek Buddha: Pyrrho's Encounter with Early Buddhism in Central Asia》 (영어). Princeton University Press. 134쪽. ISBN 9781400866328.
128. ↑  Beckwith, Christopher I. (2015). 《Greek Buddha: Pyrrho's Encounter with Early Buddhism in Central Asia》 (영어). Princeton University Press. 231쪽. ISBN 9781400866328.
129. ↑  Bopearachchi, Osmund (2016). “Review of C.I. Beckwith, Greek Buddha” (PDF).
130. ↑  Bronkhorst, Johannes (2016). 《How the Brahmins Won》. Brill. 483–489쪽.